# Costituzione polacca di maggio
La costituzione del 3 maggio 1791 (in polacco Konstytucja 3 maja; in lituano Gegužės trečiosios konstitucija, lett. "Costituzione del 3 maggio"), intitolata Atto del Governo (Ustawa Rządowa), fu una carta fondamentale adottata dal Grande Sejm (anche detto Sejm dei quattro anni, tenutosi dal 1788 al 1792) per la Confederazione polacco-lituana, ovvero la duplice monarchia che comprendeva la Corona del Regno di Polonia e il Granducato di Lituania. La Costituzione fu realizzata al fine di innovare in maniera radicale il sistema politico vigente nella Repubblica delle Due Nazioni: prima dell'introduzione delle riforme, la nazione aveva vissuto un periodo travagliato a cominciare dalla seduta del Sejm del 1764 e dalle successive elezioni di quell'anno di Stanislao Augusto Poniatowski, ultimo monarca della Confederazione.
Il testo giuridico si proponeva di introdurre una monarchia costituzionale più efficiente, riconoscere l'uguaglianza politica tra gente comune e nobiltà e porre i contadini sotto la protezione del governo, mitigando i peggiori abusi derivanti dagli eccessi della servitù della gleba. Da quel momento, cessò inoltre di esistere il paralizzante liberum veto, usato per la prima volta nel 1653, attraverso cui anche un solo membro del parlamento poteva bloccare l'iter legislativo di approvazione di una proposta. Le potenze vicine della Confederazione reagirono con ostilità all'adozione della carta fondamentale; Federico Guglielmo II ruppe l'alleanza del Regno di Prussia con la Confederazione polacco-lituana e si unì a Caterina la Grande della Russia imperiale e alla confederazione di Targowica, un'organizzazione composta da magnati polacchi contrari ai piani adottati dal loro monarca. A meno di 19 mesi di distanza dall'emanazione della carta costituzionale, la Russia decise di agire militarmente, innescando un conflitto.
Fu dichiarata nulla dal Sejm di Grodno che si riunì nel 1793, sebbene le basi sulle quali si reggeva la decisione del Sejm poggiassero su argomentazioni giuridiche alquanto discutibili. La seconda e terza spartizione della Polonia, avvenute rispettivamente nel 1793 e nel 1795, posero fine all'esistenza sovrana della Polonia fino alla fine della prima guerra mondiale nel 1918. In quei 123 anni, la Costituzione del 1791 contribuì a mantenere vive le aspirazioni polacche per l'eventuale ripristino della sovranità del paese. Nelle parole di due dei suoi fautori principali, Ignacy Potocki e Hugo Kołłątaj, la Costituzione del 1791 rappresentava "le ultime volontà e il testamento di una Madrepatria morente".
La Costituzione del 3 maggio 1791 combinava una repubblica monarchica con una chiara divisione dei poteri esecutivo, legislativo e giudiziario. È considerata tra le prime (se non la prima) realizzata in forma scritta dell'Europa moderna e la seconda costituzione moderna del mondo (dopo la Costituzione statunitense del 1787).

## Sinossi storica

### L'epopea della libertà dorata e il suo declino
Il costituzionalismo polacco può essere fatto risalire al XIII secolo, quando il governo per consenso e rappresentanza era già ben consolidato nel giovane stato polacco. L'emergere di organi parlamentari quali il sejm e i sejmiki, queste ultime assemblee locali, avvenne nella prima metà del Cinquecento. Nel XVII secolo, la tradizione giuridica e politica della Polonia appariva caratterizzata da istituzioni parlamentari e un sistema di controlli ed equilibri sul potere statale, a sua volta limitato dal decentramento. L'idea di stato contrattuale si cominciava a intravedere in norme come gli articoli enriciani e i Pacta conventa, cui si legano il concetto di libertà individuali e la nozione che il monarca non godeva di potere illimitato. Il sistema, che avvantaggiava principalmente la nobiltà polacca (szlachta), divenne noto come "democrazia dei nobili" o libertà dorata.
La Costituzione del 1791 fu a dirla tutta una risposta alla situazione interna sempre più compromessa della Confederazione polacco-lituana, che rimaneva pur sempre una grande potenza europea solo un secolo prima e figurava ancora tra le nazioni più vaste del continente. Già nel 1590, al culmine della democrazia dei nobili, il predicatore di corte di re Sigismondo III Vasa, il Gesuita Piotr Skarga, aveva condannato le debolezze della Confederazione. Nello stesso periodo, scrittori e filosofi come Andrzej Frycz Modrzewski e Wawrzyniec Grzymała Goślicki, legati al cosiddetto movimento esecutivo di stampo riformista guidato da Jan Zamoyski, avevano più volte sottolinesto la necessità di ammodernare l'ordinamento. Nel 1656, il figlio di Sigismondo, Giovanni II Casimiro, fece un voto solenne presso la Cattedrale di Leopoli a nome dell'intera Repubblica di Polonia, promettendo di liberare i contadini polacchi "dai fardelli e dalle ingiuste oppressioni". Mentre era alle prese con il Sejm, nel 1661 Giovanni Casimiro, il cui regno vide guerre altamente distruttive e l'ostruzionismo della nobiltà, profetizzava in maniera poi rilevatasi corretta che la Confederazione correva il pericolo di venire spartita tra Russia, Brandeburgo e Austria.
Poiché il Sejm non fu capace di attuare riforme sufficienti, la macchina statale divenne sempre più ingolfata: una causa significativa del crepuscolo della Confederazione fu il liberum veto, utilizzato per la prima volta nel 1653, attraverso cui anche un solo membro del parlamento poteva bloccare l'iter legislativo di approvazione di una proposta. Di conseguenza, i deputati corrotti da magnati o potenze straniere (specie l'Impero russo, il Regno di Prussia e la Francia, quest'ultima per via della rivoluzione) in corso o deputati che credevano di vivere ancora nel "secolo d'oro" paralizzarono il governo della Confederazione per oltre un secolo. La presenza ingombrante del liberum veto poteva essere superata solo dall'istituzione di un sejm confederato, che ne fosse immune. Dichiarare che un sejm costituiva una konfederacja o apparteneva a una di queste assemblee appariva un espediente utilizzato in modo preminente da interessi stranieri nel XVIII secolo allo scopo di condizionare un esito legislativo.
All'inizio del Settecento, i magnati della Polonia e della Lituania indirizzavano di fatto l'apparato statale, assicurandosi di ostracizzare qualsivoglia riforma potesse indebolire il loro status privilegiato. I poco produttivi monarchi eletti al trono all'inizio del XVIII secolo, in particolare Augusto II il Forte e Augusto III della Casa di Wettin, non migliorarono la situazione complessiva: abituati alla monarchia assoluta praticata nella loro nativa Sassonia, questi cercarono di governare ricorrendo all'intimidazione e all'uso della forza, scatenando a una serie di conflitti tra i loro sostenitori e oppositori, incluso un altro pretendente al trono polacco sostenuto da nazioni straniere, Stanislao Leszczyński. I dissapori spesso generavano nella costituzione di konfederacja, ovvero gruppi di persone in lizza con il re che, in accordo con quanto permetteva la legislazione del tempo, tentavano di paralizzare l'apparato statale in caso di riforme sgradite: si pensi alla confederazione di Varsavia, di Sandomierz, di Tarnogród, di Dzików e alla decisamente più esplosiva guerra di successione polacca. Mentre otto delle diciotto sessioni del Sejm durante il regno di Augusto II (1694-1733) terminarono con l'approvazione di provvedimenti legislativi, nel trentennio amministrato da suo figlio solo una sessione culminò con un esito diverso dalla bocciatura. Il governo apparse prossimo al collasso, dando origine a quell'anarchia in cui di fatto versò il paese sotto la gestione di assemblee provinciali e magnati.
Altri tentativi improntati ad un'innovazione nell'epoca di dominio dei Wettin avvennero ad opera di Stanisław Dunin-Karwicki, Stanisław A. Szczuka, Kazimierz Karwowski e Michał Józef Massalski; nessuno di essi passò lo stadio di bozza.

### Le riforme del XVIII secolo

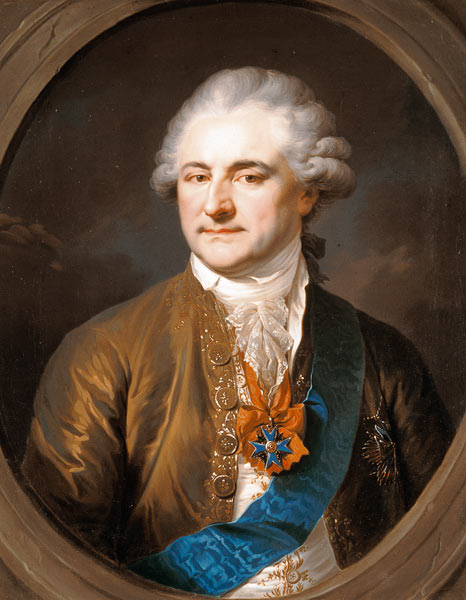
Stanislao Augusto Poniatowski, monarca e principale fautore della Costituzione del 3 maggio 1791. Un anno dopo, acconsentì alla sua abrogazione; questo fu percepito dai difensori della carta come alto tradimento, ai sensi dell'articolo VII della Costituzione e del comma sei dell'articolo VIII, oltre che per la Dichiarazione degli Stati riuniti del 5 maggio 1791

L'Illuminismo influenzò notevolmente il pensiero di influenti circoli della Confederazione durante il regno (1764-1795) del suo ultimo monarca, Stanislao II Augusto Poniatowski. Il re era un membro della media nobiltà già deputato di diversi Sejm tra il 1750 e il 1764 e aveva una comprensione più profonda della politica polacca rispetto ai sovrani precedenti. La seduta del Sejm del 1764, la quale elesse Poniatowski al trono, fu controllata dalla famiglia riformista dei Czartoryski e condizionata pure dalla presenza di 20.000 uomini dell'esercito imperiale russo, volti a infondere timore; la morte di tredici aristocratici, un numero "sorprendentemente tranquillo" rispetto alle votazioni passate, accompagnò l'intronizzazione avvenuta infine il 25 novembre. Contrariamente alla tradizione, il luogo del voto non fu Cracovia, antica capitale fino alla fine del Cinquecento, ma Varsavia. In cambio di decreti approvati a loro favorevoli, i russi e i prussiani lasciarono che l'assemblea promulgasse un numero di provvedimenti legislativi, compreso l'indebolimento del liberum veto e altre questioni economiche. Un pacchetto di riforme più completo andò presentato da Andrzej Zamoyski, ma l'opposizione della Prussia, della Russia e di alcune frange dell'aristocrazia polacca stroncò sul nascere l'ambizioso programma, con cui ci si proponeva di decidere tutte le mozioni a maggioranza semplice.
In parte perché la sua elezione fu imposta dall'imperatrice Caterina la Grande, la posizione politica di Poniatowski apparì debole nei primi momenti, in quanto optò per prudenti riforme relative ad esempio all'istituzione di ministeri fiscali e militari e all'introduzione di una tariffa doganale nazionale, ma che andò presto abbandonata a causa dell'opposizione di Federico II di Prussia. Queste misure erano già state autorizzate da una sessione precedente del Sejm, mentre ulteriori innovazioni legislative emersero durante e dopo il 1764.
I magnati della Confederazione guardavano alle novità con sospetto e le potenze contigue, specie la Russia, soddisfatte del deterioramento interno, aborrivano il pensiero di un potere democratico e in ripresa ai loro confini. Con l'esercito della Confederazione ridotto a circa 16.000 combattenti, fu facile per i suoi vicini intervenire direttamente: i russi contavano 300.000 unità, i prussiani e gli austriaci 200.000 uomini ciascuno.
L'imperatrice Caterina e il re di Prussia Federico II innescarono un conflitto tra i membri del Sejm e il re sui diritti civili delle minoranze religiose, come i protestanti e gli ortodossi, le cui posizioni, garantite uguali a quelle della maggioranza cattolica dalla Confederazione di Varsavia del 1573, erano notevolmente peggiorate (si pensi al divieto entrato in vigore nel 1714 per i protestanti di costruire propri edifici religiosi). Caterina e Federico dichiararono il loro sostegno alla szlachta e alle loro "libertà", cosicché nell'ottobre 1767 le truppe russe si erano radunate fuori Varsavia a sostegno della conservatrice confederazione di Radom. Il re e i suoi seguaci non avevano altra scelta se non accettare le richieste russe: durante il Sejm di Repnin (dal nome dell'ambasciatore russo che presiedette non ufficialmente Nikolaj Repnin), il re accettò i cinque "principi eterni e invariabili" che Caterina aveva promesso di "proteggere per tutto il tempo a venire in nome di Le libertà della Polonia": l'elezione dei re, il diritto di liberum veto, il diritto di rinunciare alla fedeltà e di sollevare la ribellione contro il re (rokosz), il diritto esclusivo della szlachta di detenere cariche e possedimenti, e il potere dei proprietari terrieri sui loro contadini. Così, tutti i privilegi legati all'epoca della libertà dorata, i quali avevano reso ingovernabile la Confederazione, risultarono garantiti ad libitum dalle cosiddette Leggi Cardinali (Prawa kardynalne). Sia queste ultime sia i diritti dei "dissidenti religiosi" approvati dal Sejm di Repnin furono personalmente garantiti e promossi dall'imperatrice Caterina: con questi atti aventi pieno valore legale, per la prima volta, la Russia interveniva formalmente negli affari costituzionali della Confederazione.
Durante il Sejm del 1768, Repnin lasciò trasparire il suo disprezzo per la resistenza locale organizzando il rapimento e l'imprigionamento di Kajetan Sołtyk, Józef Załuski, Wacław Rzewuski e Seweryn Rzewuski, tutti accesi oppositori della dominazione straniera e delle politiche recentemente proclamate. La Repubblica delle Due Nazioni era diventata legalmente e praticamente un protettorato dell'Impero russo. Ciononostante, vennero adottati diversi provvedimenti funzionali minori, i diritti politici delle minoranze religiose andarono ripristinati e la necessità di ulteriori riforme permase.
L'acquiescenza di re Stanislao Augusto all'intervento russo incontrò una certa opposizione. Il 29 febbraio 1768, diversi magnati, tra cui Józef Pułaski e il suo giovane figlio Kazimierz Pułaski, giurando di opporsi all'influenza russa, bollarono Stanislao Augusto alla stregua di un lacchè della Russia e di Caterina, e formarono una confederazione nella città di Bar. La confederazione degli avvocati, come passò alla storia, si focalizzò sulla limitazione dell'influenza degli stranieri negli affari della Confederazione, e su un sostegno al cattolicesimo a sfavore della tolleranza religiosa. Lo scontro si fece così intenso da sfociare in un conflitto aperto finalizzato a rovesciare il re, ma le sue forze irregolari furono sopraffatte dall'intervento russo nel 1772.

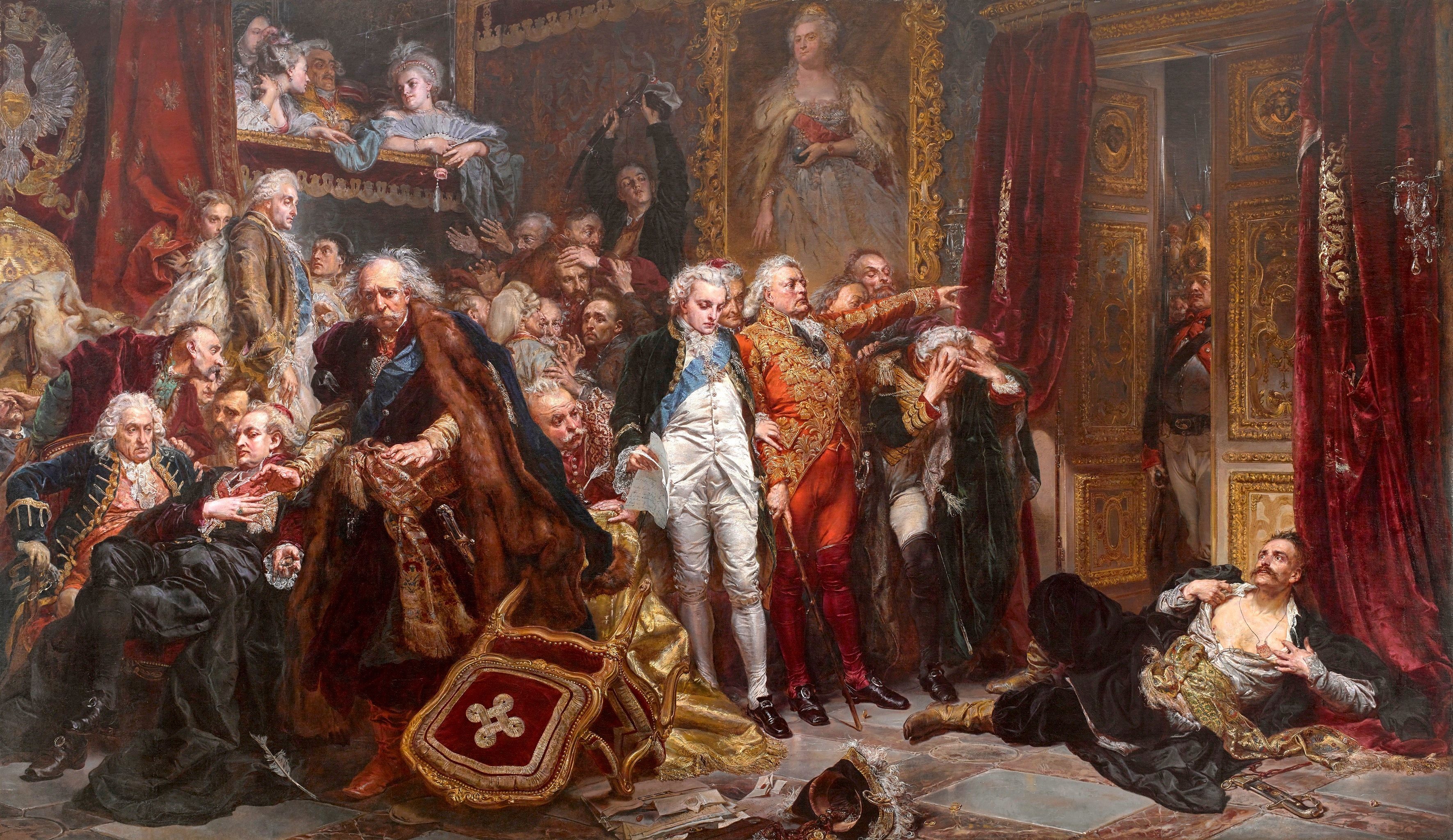
Il deputato e membro della szlachta di Nowogrod, Tadeusz Rejtan, steso sul pavimento davanti alla porta della Sala dei Deputati, blocca con il proprio corpo il passaggio ai deputati che vanno a firmare l'atto della prima spartizione della Polonia, esclamando: "Uccidete me, ma non uccidete la Patria!". Con la mano puntata verso la porta, il maresciallo del Sejm Michał Poniński. Più in fondo, a sinistra e in piedi, il re della Polonia Stanislao II Augusto Poniatowski. Dal balcone osserva tutta la scena l'ambasciatore russo Repnin. Rejtan - la caduta della Polonia, olio su tela di Jan Matejko (1866), castello reale di Varsavia

La sconfitta della confederazione degli avvocati preparò la scena per il trattato di spartizione del 5 agosto 1772, che fu firmato a Pietroburgo da Russia, Prussia e Austria. Il trattato privava la Confederazione polacco-lituana di circa un terzo del suo territorio (200.000 km²) e di 4-5 milioni di abitanti. Le tre potenze giustificarono la loro annessione citando l'anarchia nella Confederazione e il suo rifiuto nel cooperare gli sforzi dei suoi vicini per ristabilire l'ordine. Re Stanislao Augusto cedette e, il 19 aprile 1773, convocò il parlamento: solo 102 dei circa 200 deputati parteciparono a quella che divenne noto come Sejm della spartizione. Nonostante le proteste dell'influente deputato Tadeusz Rejtan e di altri, al trattato più tardi noto come prima divisione della Polonia seguì una ratifica.
La prima delle tre successive spartizioni del XVIII secolo, che alla fine avrebbero esautorato la sovranità della Polonia, sconvolse i sudditi della Polonia-Lituania e rese chiaro alle menti progressiste che la Confederazione doveva riformarsi o accettare di perire. Nei trent'anni prima della Costituzione, si diffuse un crescente interesse tra i pensatori progressisti per la riforma costituzionale. Quando ancora non era accaduta la prima spartizione, un nobile polacco, Michał Wielhorski, si recò in Francia per conto dalla confederazione di Bar al fine di chiedere a Gabriel Bonnot de Mably e Jean-Jacques Rousseau dei loro suggerimenti su una nuova costituzione per dare vita a una Polonia riformata. Mably presentò le sue raccomandazioni Du gouvernement et des lois en Pologne (Il governo e leggi della Polonia) nel 1770-1771, mentre Rousseau terminò il suo Considerazioni sul governo della Polonia nel 1772, quando era già in corso la prima divisione. Delle opere che sostenevano la necessità di una riforma e presentavano soluzioni specifiche furono pubblicate nella Confederazione da pensatori polacco-lituani: Su una via efficace dei consigli o sulla condotta dei Sejm ordinari (1761-1763), di Stanislao Konarski, fondarore del Collegium Nobilium; Pensieri politici sulle libertà civili (1775) e Lettere patriottiche (1778), di Józef Wybicki, autore dei testi dell'inno nazionale polacco; (Lettere anonime a Stanisław Małachowski (1788–1789) e La legge politica della nazione polacca (1790), di Hugo Kołłątaj, capo del movimento chiamato forgia di Kołłątaj; e Osservazioni sulla vita di Jan Zamoyski (1787), di Stanisław Staszic. Anche le satire di Ignacy Krasicki, avvenute in concomitanza con il Grande Sejm vennero considerate cruciali per dare sostegno morale e politico alla costituzione.

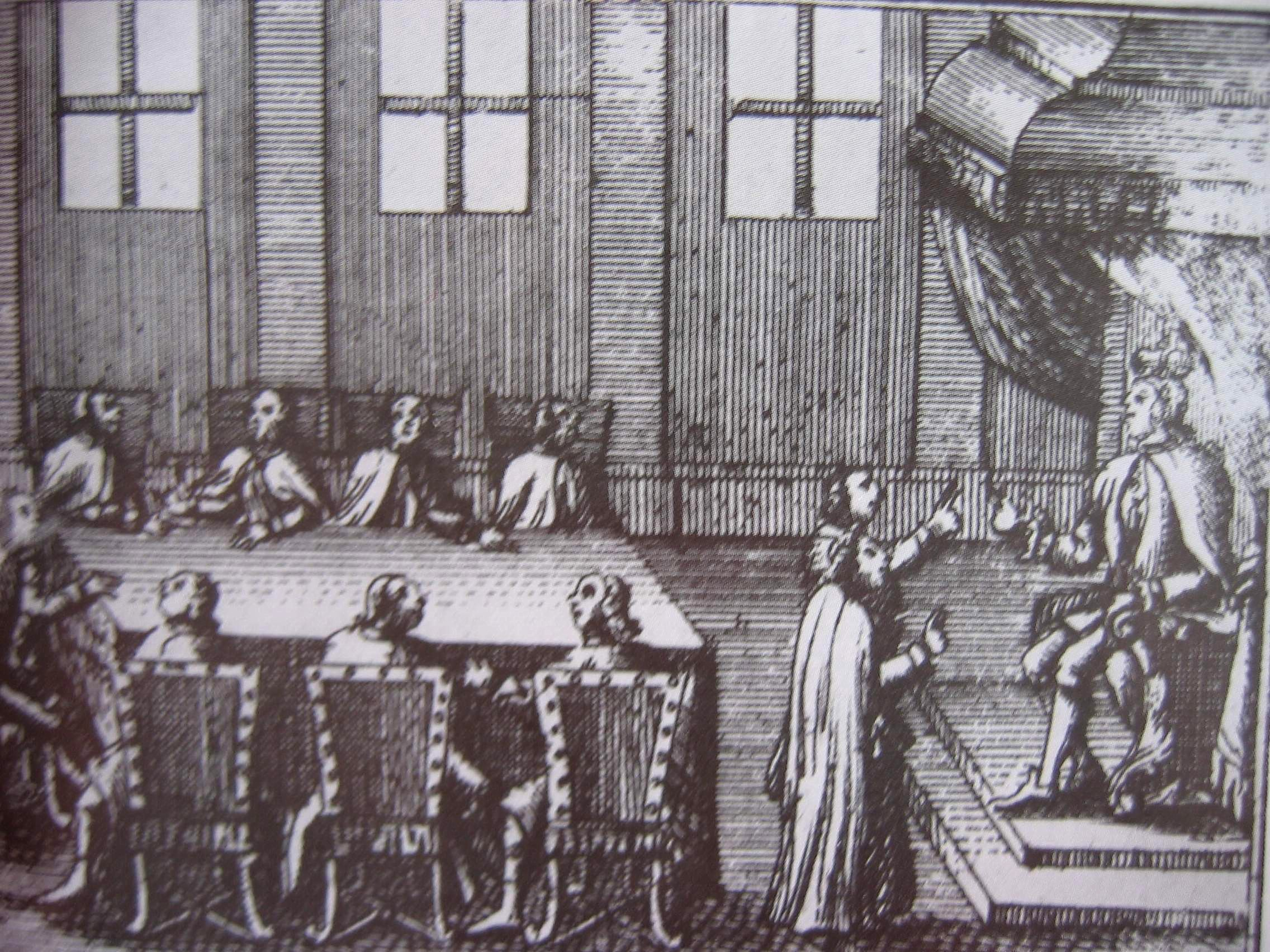
Dalla sua elezione, il re Stanislao Augusto Poniatowski ha lavorato per sviluppare un consiglio esecutivo del governo. Nel 1775, il Sejm della spartizione istituì un consiglio permanente, dopo che la Russia di Caterina la Grande concluse che sarebbe servito ai suoi scopi

Una nuova ondata di riforme supportate da magnati progressisti come la famiglia Czartoryski e il re Stanislao Augusto seguì dopo il 1772: la più importante includeva l'istituzione nel 1773 della Commissione per l'istruzione nazionale (Komisja Edukacji Narodowej), il primo ministero dell'istruzione al mondo. Si aprirono nuove scuole e si stamparono libri di testo distribuiti in più regioni, mentre gli insegnanti ricevettero una migliore istruzione e agli studenti poveri vennero fornite borse di studio. L'esercito confederato necessitava di una modernizzazione e furono concordati i finanziamenti per allestire un'armata permanente più nutrita. A livello economico, si introdussero riforme commerciali, incluse alcune volte a coprire l'aumento delle spese militari precedentemente ritenute non importanti dalla szlachta. Si istituì inoltre una nuova assemblea esecutiva, il consiglio permanente composto da 36 ministri e cinque ministeri con poteri legislativi limitati, riservando alla Confederazione un organo di governo in sessione costante tra Sejm e quindi immune alle interruzioni determinate dal liberum veto.
Nel 1776, il Sejm incaricò l'ex cancelliere Andrzej Zamoyski di redigere un nuovo codice di leggi. Nel 1780, lui e i suoi collaboratori completarono il lavoro producendo la compilazione che trae da lui il nome (Zbiór praw sądowych). Essa prevedeva un rafforzamento del potere reale, la responsabilità per le proprie azioni e/o omissioni dei funzionari nei confronti del Sejm, la supervisione del clero e delle loro finanze sotto l'autorità dello stato e privato la szlachta nullatenente di molte delle loro immunità legali. Il codice avrebbe anche migliorato la situazione dei non nobili, ovvero di cittadini e contadini: malgrado i pregi del lavoro, la bozza redatta dai giuristi incontrò l'opposizione dei conservatori e delle potenze, tanto che nella riunione parlamentare del 1780, quando se ne discusse l'approvazione, questa non passò.

### Adozione della Costituzione
Un'opportunità di rinnovamento si verificò durante il "Grande Sejm", chiamato anche Sejm dei quattro anni, del 1788-1792, iniziato il 6 ottobre 1788 con 181 deputati. In conformità con il preambolo della Costituzione, dal 1790 si riuniva "in numero raddoppiato" quando 171 deputati neoeletti si unirono al Sejm precedentemente costituito. Il secondo giorno, la seduta si trasformò in un sejm confederato per evitare di intoppare nel liberum veto. Gli eventi mondiali contemporanei sembravano essere stati favorevoli ai riformatori: Russia e Austria entrarono infatti in guerra contro l'Impero ottomano, e la prima si trovò a combattere contemporaneamente anche con gli svedesi tra 1788 e 1790. Una nuova alleanza tra la Polonia-Lituania e la Prussia sembrava fornire sicurezza contro l'intervento russo, tanto che Stanislao Augusto si avvicinò agli esponenti della fazione patriottica.

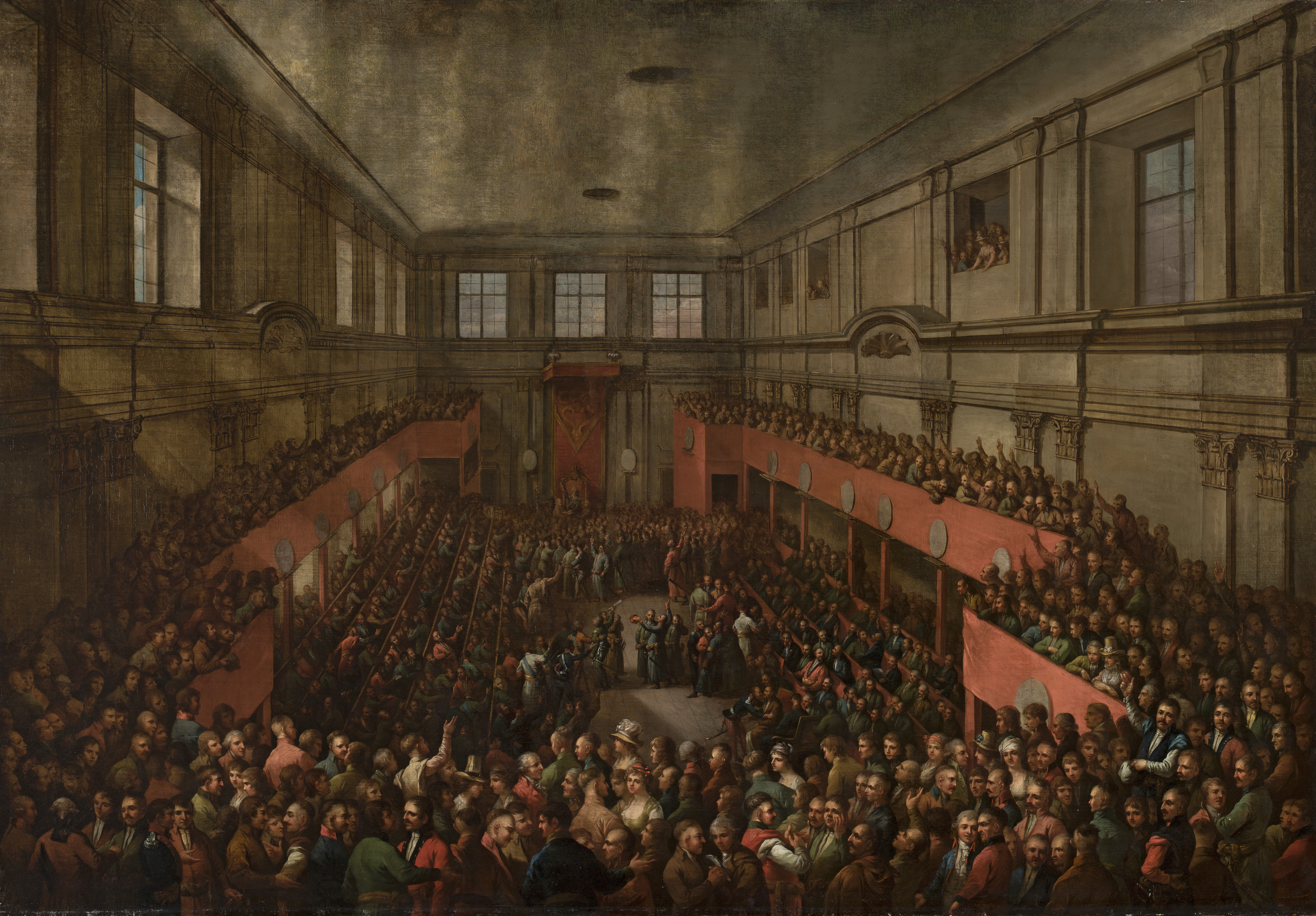
Camera del Senato di Varsavia nel Castello Reale, dove fu adottata la Costituzione del 3 maggio 1791. Dipinto di Kazimierz Wojniakowski, 1806

Il Sejm approvò poche grandi riforme nei suoi primi due anni, mentre quelli successivi portarono cambiamenti più radicali. Entrò nel 1791 in vigore la legge sulle libere città regie, formalmente poi incorporata nella costituzione definitiva e inerente a una serie di questioni relative agli agglomerati urbani, in particolare ai diritti dei borghesi (cioè i cittadini), che furono ampliati contendendo pure facoltà elettorali. Mentre il Sejm comprendeva rappresentanti della nobiltà e del clero, i riformatori erano appoggiati dai borghesi, che alla fine del 1789 organizzarono a Varsavia una "Processione nera" chiedendo il pieno riconoscimento politico della borghesia. Il 18 aprile 1791, temendo che le proteste del ceto medio, se ignorate, potessero sfociare in azioni violente, come avevano fatto in Francia non molto tempo prima, fu promulgata la legge sulle libere città regie.
La nuova costituzione fu redatta dal re, con i contributi di Ignacy Potocki, Hugo Kołłątaj, l'italiano Scipione Piattoli e altri. Alla carica apicale e a Kołłątaj viene attribuita la stesura delle disposizioni generali volte a conferire al documento la sua forma definitiva. Stanislao Augusto voleva che la Confederazione fosse convertita in una monarchia costituzionale sulla falsariga di quella della Gran Bretagna, con un forte governo centrale sorretto su un altrettanto autorevole monarca. Potocki desiderava che il Sejm costituisse il ramo dell'esecutivo più roccioso, mentre Kołłątaj, per realizzare questo processo, voleva una "rivoluzione pacifica", condotta senza violenza, allo scopo di affrancare altre classi sociali oltre alla nobiltà: quest'idea era stata forse condizionata dal pensiero del giurista Gaetano Filangieri, molto caro all'aristocratico polacco.

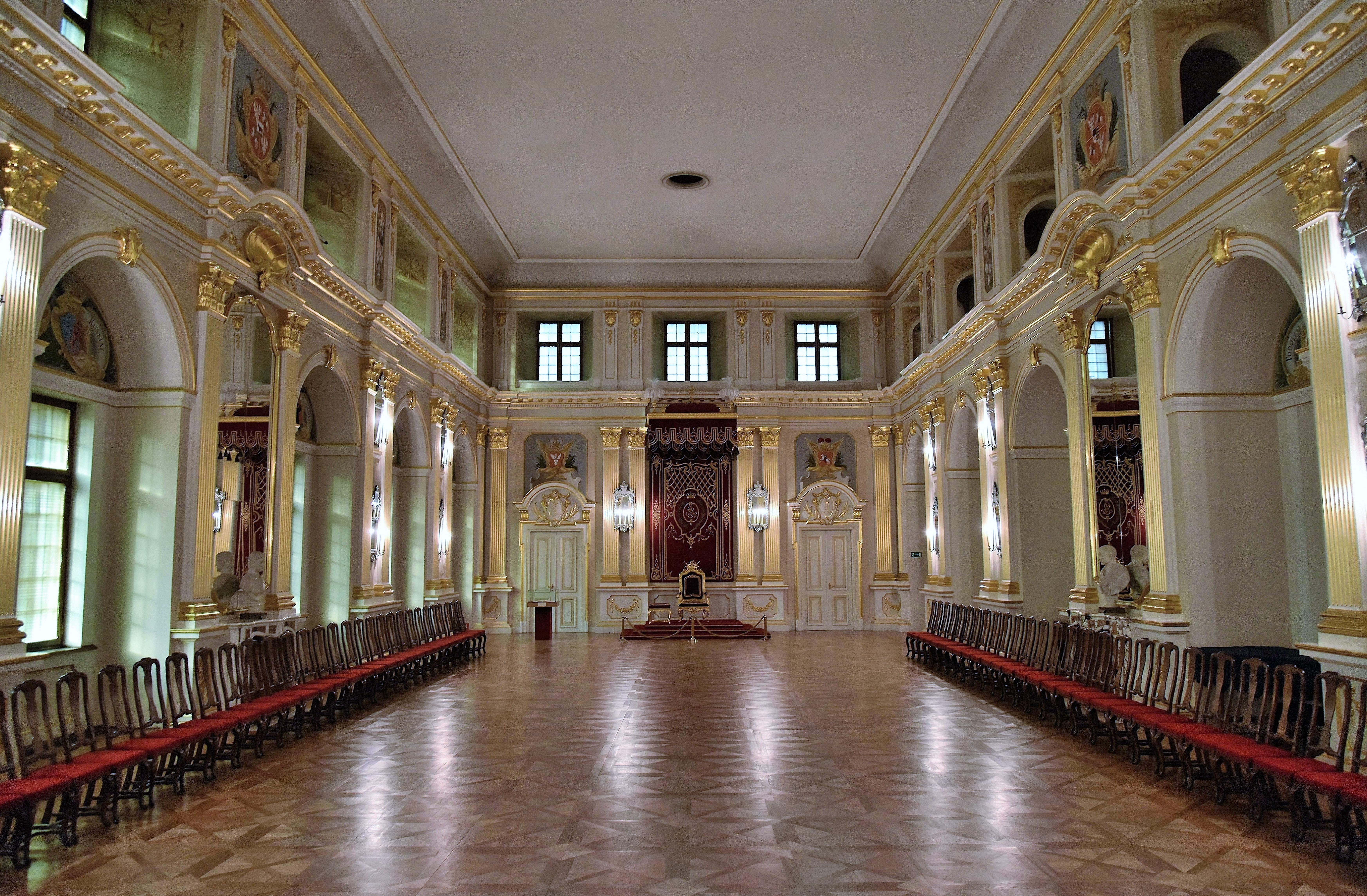
Camera del Senato del Castello Reale di Varsavia, ricostruita dopo la distruzione nella seconda guerra mondiale

Le riforme proposte furono osteggiate dai conservatori, inclusa la frangia etmana, dei più abbienti. Minacciati con la violenza dai loro oppositori, i sostenitori della bozza inaugurarono il dibattito sulla legge relativa al governo con due giorni di anticipo, mentre molti deputati contrari si assentarono in concomitanza con la pausa pasquale. Il dibattito e la successiva adozione della legge sul governo vennero eseguiti quasi alla stregua di un colpo di stato, in quanto contravvenivano alle normali procedure di approvazione e di completamento dell'iter legislativo. Nessun avviso della seduta andò notificato a noti oppositori della riforma, mentre molti deputati pro-riforma segretamente fecero presto ritorno presto. La guardia reale sotto il comando del nipote del monarca, il principe Józef Poniatowski, si posizionò intorno al castello reale, dove si radunava il Sejm, in maniera tale da impedire agli avversari di disturbare il procedimento. Il 3 maggio, il Sejm si riunì con solo 182 membri, circa la metà del suo numero "doppio". Il disegno di legge fu letto e adottato a stragrande maggioranza, tra l'entusiasmo della folla all'esterno: il giorno successivo fu presentata una protesta da un piccolo gruppo di dissidenti, ma il 5 maggio la vicenda si concluse ufficialmente e le proteste vennero invalidate dalla Deputazione Costituzionale del Sejm. Si trattò della prima volta nel XVIII secolo che un atto costituzionale veniva passato nella Confederazione senza il coinvolgimento di potenze straniere.
Poco dopo, gli "Amici della Costituzione" (Zgromadzenie Przyjaciół Konstytucji Rządowej), che accorpavano molti partecipanti del Grande Sejm, cercarono di fare proselitismo e attirare l'attenzione di chi desiderava difendere le riforme già attuate e promuoverne altre. Ad oggi, tale formazione si considera il primo partito politico inteso in stile moderno nella storia della Polonia. La risposta alla nuova costituzione risultò meno entusiasta nelle province, dove la fazione degli etmani godeva di una notevole influenza. Il sostegno generale tra la media nobiltà era cruciale e appariva ancora molto consistente; la maggior parte dei sejmik provinciali che deliberarono nel 1791 e all'inizio del 1792 sostennero la costituzione.

## Descrizione e struttura

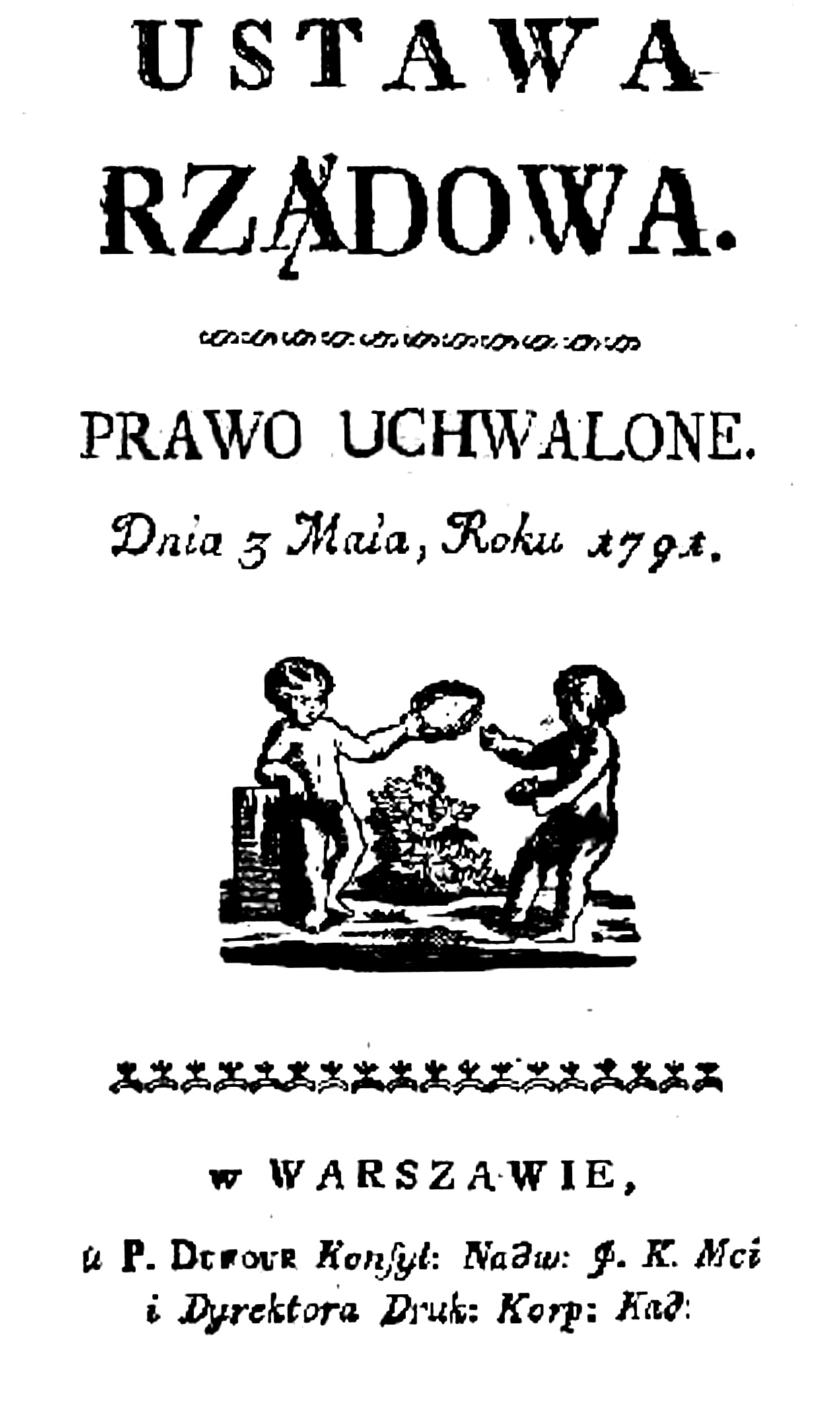
Costituzione del 3 maggio come stampata a Varsavia nel 1791

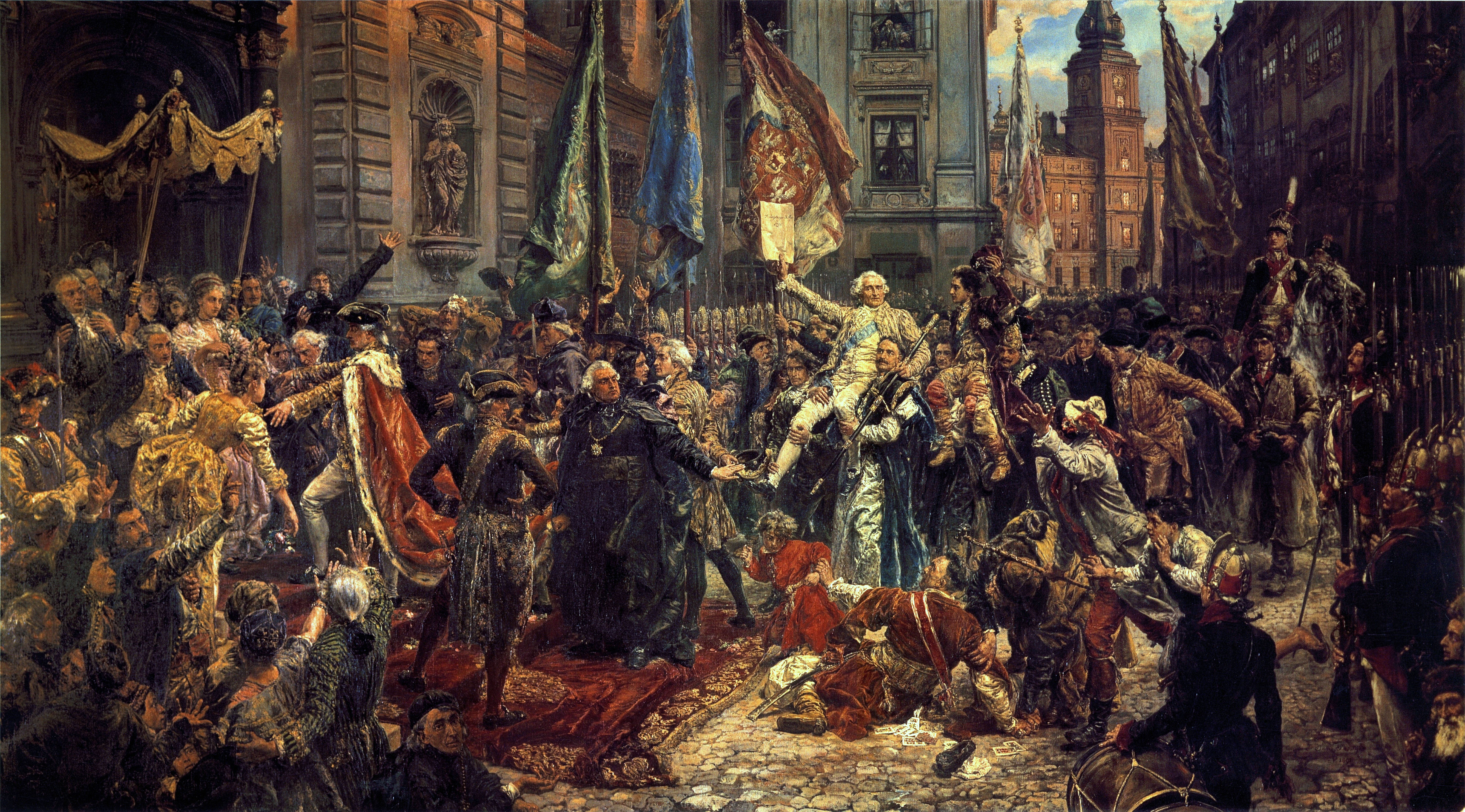
Costituzione polacca di maggio (Jan Matejko, 1891)

La Costituzione del 3 maggio 1791 rifletteva le influenze dell'Illuminismo, incluso il concetto di Rousseau del contratto sociale e la difesa di Montesquieu della separazione dei poteri tra la sfera legislativa, esecutiva e giudiziaria, oltre a procedere all'istituzione di un sistema bicamerale. Come affermato nell'articolo V della Costituzione del 3 maggio 1791, il governo doveva assicurare che "l'integrità degli stati, la libertà civile, e l'ordine sociale deve rimanere sempre in equilibrio". Stanislao Augusto Poniatowski riferiva in merito alla Costituzione del 3 maggio 1791 che fosse "fondata principalmente su quelle dell'Inghilterra e degli Stati Uniti d'America, ma evitando le colpe e gli errori di entrambi, e adattata il più possibile alle circostanze locali e particolari del paese". Il politologo George Sanford riporta che la Costituzione del 3 maggio 1791 sottolineava come si trattasse del disegno di "una monarchia costituzionale vicina al modello inglese dell'epoca".
Il primo articolo riconosceva la religione cattolica romana come quella "dominante", garantendo al contempo tolleranza e libertà a tutte le fedi. La disposizione appariva meno progressista della Confederazione di Varsavia del XVI secolo e collocava la Polonia chiaramente nella sfera di influenza cattolica.
L'articolo II confermava vari privilegi riconosciuti in capo alla szlachta, sottolineando che tutti i nobili erano uguali e potevano beneficiare dei riconoscimenti concessi dai regnanti passati, così come del diritto di proprietà.
L'articolo III stabiliva che la precedente legge sulle libere città regie (Miasta Nasze Królewskie Wolne w Państwach Rzeczypospolitej), del 18 (o 21) aprile 1791, costituiva parte integrante della Costituzione; inoltre la libertà personale (neminem captivabimus, la versione polacca dell'habeas corpus tipico dei sistemi di common law o del necessario presupposto della motivazione in caso di restrizioni dei diritti della persona dei sistemi di common law) risultò estesa anche ai cittadini non di sangue blu (inclusi ebrei). La popolazione non di fascia aristocratica ottenne inoltre il diritto di acquisire proprietà fondiarie e la facoltà di poter accedere ad alcune cariche pubbliche e militari, tra cui compiti facenti capo alle commissioni esecutive del Tesoro, della Polizia e della Magistratura. Anche la procedura di nobilitazione e di affiliazione alla szlachta venne resa più agevole. Con mezzo milione di cittadini nella Confederazione ora sostanzialmente affrancati, il potere politico divenne più equamente distribuito: poco potere spettò comunque alle classi meno consapevoli o attive politicamente, come ebrei e contadini.
L'articolo IV poneva i contadini della Confederazione sotto la protezione della legge nazionale, un primo passo verso l'emancipazione della classe sociale più numerosa e oppressa del paese. Il loro status inferiore rispetto ad altri ceti non venne eliminato, poiché la costituzione non comportò l'abolizione della servitù della gleba. Solo la seconda spartizione e il manifesto di Połaniec ad opera di Kościuszko nel 1794 avrebbero poi dato una spallata notevole all'abolizione della servitù della gleba.
L'articolo V affermava che "tutto il potere nella società civile [dovrebbe] deriva[re] dalla volontà del popolo": la costituzione faceva dunque riferimento ai "cittadini" del paese, che per la prima volta includevano sia le fasce meno abbienti che i contadini, rompendo il vecchio conservatorismo tipico della szlachta dei secoli passati. Il preambolo del documento e 11 singoli articoli introducono il principio della sovranità popolare applicato alla nobiltà e ai cittadini, oltre che la separazione dei poteri in ambito legislativo (un Sejm bicamerale), esecutivo ("il re e i guardiani", i Guardiani delle leggi costituiscono l'entità governativa superiore appena costituita) e giudiziario. Si promosse la democratizzazione delle formazioni politiche, limitando le eccessive immunità legali e le prerogative politiche della nobiltà senza terra.
Il potere esecutivo, come definito nell'articolo VI, spettava in capo al parlamento bicamerale (un Sejm eletto e un Senato nominato) e al monarca. Le riunioni del Sejm furono imposte a cadenza biennale e ogni qual volta lo richiedesse la situazione in caso di emergenza nazionale. La sua camera bassa, la Camera dei Deputati (Izba Poselska), contava 204 membri (2 da ogni powiat, 68 ciascuno dalle province di Grande Polonia, Piccola Polonia e Granducato di Lituania) e 21 plenipotenziari delle città reali (7 per ogni provincia). La cancelleria reale doveva informare in anticipo i sejmik della legislazione che intendeva proporre, in modo che i deputati potessero prepararsi alle discussioni. La camera alta, quella dei senatori (Izba Senacka), ne contava 130 o e 132 (le fonti variano) senatori (voivodi, castellani e vescovi, nonché ministri di governi senza facoltà di aderire al suffragio). Il re presiedeva il Senato e godeva di un solo voto, che poteva essere espresso anche prima degli altri, con l'inevitabile effetto di condizionare parzialmente il risultato finale. Il monarca e tutti i deputati avevano iniziativa legislativa e la maggior parte delle questioni, conosciute come leggi generali e suddivise in costituzionali, civili, penali e per l'istituzione delle imposte perpetue, richiedevano la maggioranza semplice, prima della camera bassa, poi di quella superiore. Risoluzioni specializzate, inclusi trattati di alleanza, dichiarazioni di guerra e di pace, nobilitazione e aumenti del debito nazionale, richiedevano che la maggioranza di entrambe le camere votasse in sede congiunta. Il Senato aveva un veto sospensivo sulle leggi che il Sejm approvava, valido fino alla prossima riunione, quando si poteva poi bocciare la proposta o, contravvenendo alle perplessità che evidente sottostavano al veto, accettarla.
L'articolo VI riconosceva il Prawo o sejmikach, l'atto sulle assemblee regionali (sejmik) approvato il 24 marzo 1791. Riducendo il peso della classe nobile, questa legge introdusse importanti modifiche al sistema elettorale, rendendola meno pressante rispetto al passato. In precedenza, tutti i nobili erano stati infatti ammessi a votare nei sejmik, circostanza che de facto significava che molti degli aristocratici più poveri e senza terra votavano i magnati come da loro intimato. Da quel momento, il diritto di voto era legato a una qualificazione della proprietà: si doveva possedere o detenere in affido i terreni e pagare le tasse, oppure essere affini a quelli che si trovavano in tale condizione. 300.000 dei 700.000 nobili precedentemente idonei furono quindi interdetti. I diritti di voto vennero restituiti ai latifondisti in servizio militare, che avevano perso questi diritti nel 1775. Il voto era limitato agli uomini di almeno 18 anni e gli aventi diritto eleggevano i deputati i "powiat" locali, o sejmik di contea, che eleggevano i deputati al Sejm generale.
Infine, l'articolo VI abolì esplicitamente diverse fonti istituzionali di debolezza del governo e anarchia nazionale, tra cui il liberum veto, confederazioni e sejm confederati e l'eccessiva influenza dei sejmik derivante dalla natura precedentemente vincolante delle loro istruzioni ai loro deputati Sejm. Le confederazioni furono dichiarate "contrarie allo spirito di questa costituzione, sovversive del governo e distruttive della società". Così la nuova costituzione rafforzò i poteri del Sejm, spostando il paese verso una monarchia costituzionale.
Il potere esecutivo, secondo l'articolo V e l'articolo VII, era nelle mani del "Re nel suo consiglio", un gabinetto dei ministri composto da Guardiani delle leggi (Straż Praw). I ministeri non potevano creare o interpretare le leggi e tutti gli atti del ministero degli Esteri erano provvisori e soggetti all'approvazione del Sejm. Il re presiedeva il suo consiglio, che comprendeva il primate polacco cattolico, il quale era anche presidente della Commissione per l'istruzione, e cinque ministri nominati dalla corona: un ministro della polizia, un ministro del sigillo (affari interni), uno degli esteri, uno della guerra e uno del Tesoro. I membri del Consiglio includevano altresì, pur senza facoltà di voto, il principe ereditario, il maresciallo del Sejm e altri due funzionari. L'assemblea traeva origine da organi simili già operanti sin dall'istituzione degli Articoli enriciani (1573) e del più recente Consiglio permanente. Gli atti del re richiedevano la controfirma del ministro competente. Un ministro era tenuto a controfirmare una legge, a meno che tutti gli altri ministri non approvassero la sua obiezione a tale disposizione. In tal caso, il re poteva nel caso ritirare la legge o insistere sulla questione presentandola al parlamento. La condizione per cui il re, "non facendo nulla per se stesso [...] non dovrà rispondere di niente verso la nazione", è in linea con il principio costituzionale britannico secondo cui "Il re non può sbagliare". I ministri erano responsabili nei confronti del Sejm, che poteva licenziarli con un due terzi dei voti favorevoli alla mozione di sfiducia di entrambe le Camere. I ministri potevano essere ritenuti responsabili anche dalla corte del Sejm, dove un voto a maggioranza semplice bastava sufficiente per una messa in stato di accusa di un ministro. Il re era il comandante in capo della nazione; non si faceva alcuna menzione agli etmani, i precedenti comandanti militari di più alto grado. Il re aveva il diritto di concedere la grazia, tranne nei casi di tradimento. Le decisioni del consiglio reale furono attuate da commissioni, i cui membri andavano eletti dal Sejm.

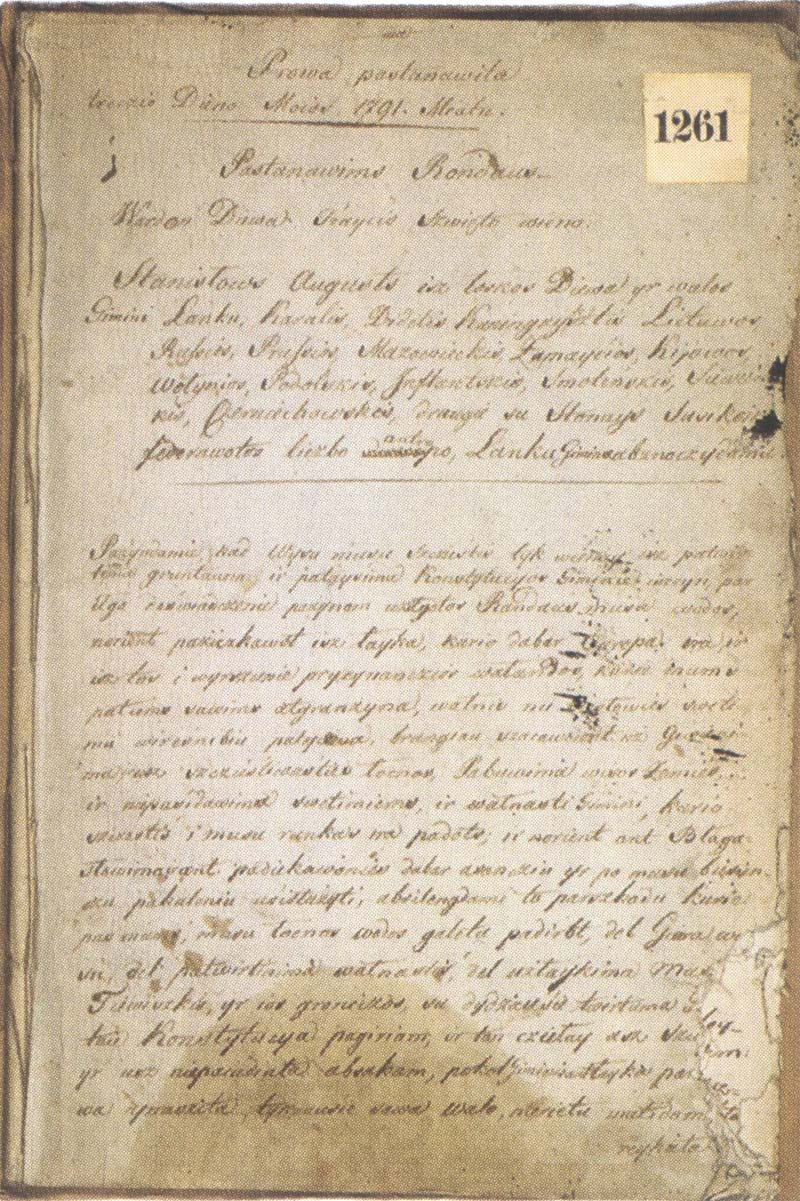
Manoscritto della costituzione del 3 maggio in lingua lituana

La Costituzione trasformò il governo da elettivo a ereditario: la disposizione aveva lo scopo di ridurre l'influenza distruttiva delle potenze straniere ad ogni elezione. La dinastia reale assumeva natura elettiva, e in caso di cessazione, una nuova famiglia regnante sarebbe stata scelta dalla nazione: il monarca amministrava, dopo aver accettato i pacta conventa, per "la grazia di Dio e la volontà della Nazione", e "ogni autorità deriva[va] dalla volontà della Nazione". Alla morte di Stanislao Augusto, il trono polacco sarebbe pertanto dovuto passare a Federico Augusto I di Sassonia della Casata di Wettin, a cui appartenevano i due monarchi predecessori di Stanislao Augusto. Questa disposizione era subordinata al volere di Federico Augusto, il quale rifiutò quando Adam Czartoryski gli presentò l'offerta.
Disciplinata nell'articolo VIII, la magistratura appariva separata dagli altri due poteri e doveva essere composta da giudici elettivi. I tribunali di primo grado operavano in ogni voivodato e senza limiti temporali, con giudici eletti dalle assemblee regionali del sejmik. L'appello esisteva anch'esso in sede locale, basati sul riformato tribunale della Corona e il corrispettivo lituano. Il parlamento eleggeva tra i suoi deputati i giudici per la Corte del Sejm, un precursore del moderno organo di Stato della Polonia. I tribunali referendari funzionavano in ogni provincia allo scopo di dirimere le controversie relative alla fascia contadina, quelli municipali, le cui funzioni venivano delineate nella legge sulle città regie, entrarono in campo per ampliare questo sistema.
L'articolo IX riguardava le procedure da eseguire in caso reggenza, che dovrebbero essere adottate congiuntamente dal consiglio dei Guardiani, guidato dalla regina consorte o in sua assenza, dal primate.
L'articolo X sottolineava l'importanza dell'educazione dei figli reali e assegnava alla Commissione dell'Educazione Nazionale di questa responsabilità. L'ultimo articolo della costituzione, l'undicesimo, riguardava la costituzione dell'esercito nazionale permanente come "forza difensiva" dedicata "esclusivamente alla difesa della nazione". Il tetto minimo dei suoi membri doveva ammontare a 100.000 unità.
Per migliorare ulteriormente l'integrazione e la sicurezza della Confederazione, la carta fondamentale abolì l'unione polacco-lituana, rendendo da allora Polonia e Lituania de iure appartenenti a uno stato unitario. La sua piena istituzione, sostenuta da Stanislao Augusto e Kołlątaj, fu osteggiata da molti deputati lituani, tanto che come compromesso il Granducato di Lituania ricevette numerosi privilegi che ne garantissero la continuazione. Gli atti correlati includevano la Dichiarazione degli Stati riuniti (Deklaracja Stanów Zgromadzonych) del 5 maggio 1791, che confermava l'Atto del governo adottato due giorni prima, e la Garanzia reciproca delle due nazioni (Zaręczenie Wzajemne Obojga Narodów), cioè della Corona del Regno di Polonia e del Granducato di Lituania, del 22 ottobre 1791, affermando l'unità e indivisibilità di Polonia e Lituania all'interno di un unico stato a la rappresentanza negli organi di governo dello stato. L'impegno reciproco rafforzò l'unione polacco-lituana mantenendo molti aspetti federali dello stato intatti.
La Costituzione del 3 maggio fu poi tradotta in lingua lituana, segnando un importante cambiamento nel pensiero delle classi superiori e segnalando gli sforzi per modernizzare lo Stato.
La Costituzione venne in futuro pubblicata anche nelle edizioni in lingua inglese, francese e tedesca. La Costituzione prevedeva eventuali emendamenti, che dovevano essere affrontati in occasione di un Sejm straordinario da tenersi ogni venticinquennio. La Costituzione rimase fino all'ultimo momento un lavoro in corso. L'Atto di governo si concretizzò in una serie di leggi approvate nel maggio e giugno 1791: sui tribunali sejm (due atti del 13 maggio), i Guardiani delle Leggi (1 giugno), la commissione nazionale di polizia (un ministero, 17 giugno) e amministrazione comunale (24 giugno).
Il coautore della Costituzione Hugo Kołłątaj annunciò che erano in corso lavori su "una costituzione economica [...] che garantisca tutti i diritti di proprietà [e] assicuri protezione e onore a ogni genere di lavoro". Il giurista menzionava inoltre una terza legge fondamentale pianificata: una "costituzione morale", molto probabilmente un'analogia polacca della Dichiarazione dei diritti degli Stati Uniti e della Dichiarazione dei diritti dell'uomo e del cittadino. La Costituzione richiedeva la preparazione di un nuovo codice civile e penale, provvisoriamente battezzato codice di Stanislao Augusto. Il monarca pianificò anche una riforma volta a migliorare la situazione degli ebrei.

## Conseguenze
Le procedure formali costituzionali furono eseguite per poco più di un anno, prima di essere fermate dagli eserciti russi alleati con la nobiltà polacca conservatrice nella guerra russo-polacca del 1792, nota anche come guerra in difesa della Costituzione. Con la fine delle guerre tra Turchia e Russia e Svezia e Russia, Caterina la Grande era furiosa per l'adozione del documento, che secondo lei minacciava l'influenza russa in Polonia. Dalla Russia, che vedeva la Polonia come un protettorato de facto, uno dei principali autori di politica estera nazionale, Aleksandr Bezborodko scriveva a seguito della stesura della carta costituzionale: "Da Varsavia sono arrivate le peggiori notizie: il re polacco è diventato quasi un sovrano". I contatti dei riformisti polacchi con l'Assemblea nazionale rivoluzionaria francese furono visti dai vicini della Polonia come prova di una cospirazione rivoluzionaria e una minaccia per le monarchie assolute. Lo statista prussiano Ewald von Hertzberg espresse lucidamente i timori dei conservatori europei: "I polacchi hanno dato il colpo di grazia alla monarchia prussiana votando una costituzione", elaborando che una Confederazione forte avrebbe potuto probabilmente richiedere la restituzione delle terre che la Prussia aveva acquisito nella prima spartizione.
I magnati che si erano opposti alla bozza di costituzione fin dall'inizio, Franciszek Ksawery Branicki, Stanisław Szczęsny Potocki, Seweryn Rzewuski, e Szymon e Józef Kossakowski, chiesero alla zarina Caterina di intervenire e ripristinare i loro privilegi (le Leggi Cardinali vennero abolite con il nuovo statuto). A tal fine formarono questi magnati la Confederazione di Targowica: il proclama dei membri, redatto a Pietroburgo nel gennaio 1792, criticava la costituzione per aver contribuito al "contagio delle idee democratiche" a seguito degli "esempi fatali fissati a Parigi". Si affermava inoltre che "Il parlamento [...] ha infranto tutte le leggi fondamentali, ha spazzato via tutte le libertà della nobiltà e il 3 maggio 1791 si è trasformato in una rivoluzione e in una cospirazione". I confederati dichiararono l'intenzione di superare questa rivoluzione, asserendo: "Non possiamo fare altro che rivolgerci con fiducia alla zarina Caterina, un'imperatrice distinta e giusta, nostra vicina amica e alleata", che "rispetta il bisogno di benessere della nazione e offre sempre una mano".
Quando i russi entrarono con la forza in Polonia e Lituania, innescando la sopraccitata guerra russo-polacca del 1792, il Sejm votò per aumentare l'esercito confederato a 100.000 uomini, ma a causa di tempo e fondi insufficienti il numero non fu mai raggiunto e andò presto abbandonato anche come obiettivo. Il re polacco e i riformatori potevano schierare solo un esercito di 37.000 unità, molte delle quali reclutate senza alcuna preparazione militare, contro i 97.000 uomini dell'armata russa che avevano alle spalle le battaglie affrontate contro gli ottomani. Il gruppo di combattenti, sotto il comando di Józef Poniatowski e Tadeusz Kościuszko, riportò vittorie minori e tentò di resistere quanto più possibile, ma alla fine, una sconfitta si profilava inevitabile. Nonostante le richieste polacche, la Prussia si rifiutò di onorare i suoi obblighi di alleanza in quanto già impegnata ad assistere l'Austria in uno scontro con la Francia. I tentativi di Stanislao Augusto durante i negoziati con la Russia si rivelarono inutili: mentre la linea del fronte continuava incessante a spostarsi verso ovest e nel luglio 1792 Varsavia appariva minacciata di assedio dai russi, il re giunse a credere che la vittoria fosse impossibile contro un nemico numericamente superiore, e la resa, prima esclusa come ipotesi, si presentava come unica alternativa alla sconfitta senza condizioni. Dopo aver ricevuto assicurazioni dall'ambasciatore russo Yakov Bulgakov che non si sarebbero verificati cambiamenti territoriali, sui dodici voti da esprimere da parte del gabinetto dei Guardiani delle leggi in merito alla conclusione del conflitto otto apparivano favorevoli alla resa. Il 24 luglio 1792, re Stanislao Augusto Poniatowski si unì alla Confederazione di Targowica, come aveva richiesto l'imperatrice e l'esercito polacco, già compromesso in modo grave, si sfaldò.
Molti esponenti riformisti, credendo che la loro causa fosse divenuta in quel momento utopistica, si recarono di propria volontà in esilio; alcuni speravano che Stanislao Augusto sarebbe stato in grado di negoziare un compromesso accettabile con i russi, come aveva fatto in passato. Tuttavia, il re non aveva salvato la Repubblica delle Due Nazioni dall'avanzata dei nemici e nemmeno i confederati di Targowica, che governarono il paese per un breve periodo. Con loro grande sorpresa, il Sejm di Grodno, indirizzato o comunque condizionato dalle truppe russe, diede il via a quella che sarebbe divenuta nota come seconda spartizione della Polonia. Il 23 novembre 1793 concluse le sue deliberazioni sotto costrizione, annullando la costituzione approvata due anni prima e accettando le decisioni politiche imposte da Pietroburgo. La seconda frammentazione fu così acuta da impedire la prosecuzione dell'esistenza della Repubblica: la Polonia perse infatti 300.000 km² di territorio, l'80% dei quali andò alla Russia e il resto alla Prussia, mentre nulla all'Austria, non avendovi partecipato. Ciò che restava della Repubblica delle Due Nazioni era semplicemente un piccolo stato cuscinetto con un fantoccio al comando e delle guarnigioni russe che tenevano d'occhio il ridotto esercito polacco.
Per un anno e mezzo, i patrioti polacchi attesero il momento esatto per dare luogo alla rivolta che da tempo stavano preparando. Il 24 marzo 1794 a Cracovia, Tadeusz Kościuszko dichiarò quella che è diventata nota come insurrezione di Kościuszko. Il 7 maggio fu emanato il manifesto di Połaniec (Uniwersał Połaniecki), che concedeva la libertà ai contadini e la proprietà della terra a tutti coloro che combattevano nella insurrezione. I tribunali rivoluzionari amministrarono giustizia sommaria a coloro che erano ritenuti traditori della Confederazione. Dopo le vittorie iniziali nella battaglia di Racławice (4 aprile), la cattura di Varsavia (18 aprile) e la rivolta di Wilno (22 aprile), i tumulti vennero sedati quando intervennero gli eserciti di Russia, Austria e Prussia. Gli storici considerano la sconfitta della Rivolta una conclusione scontata di fronte alla superiorità di numero e di risorse delle tre potenze invasori. La sconfitta delle forze di Kościuszko portò nel 1795 alla terza e ultima spartizione della Confederazione, dopodiché la Polonia e la Lituania sparirono dalla mappa europea.

## Lascito

### Importanza storica

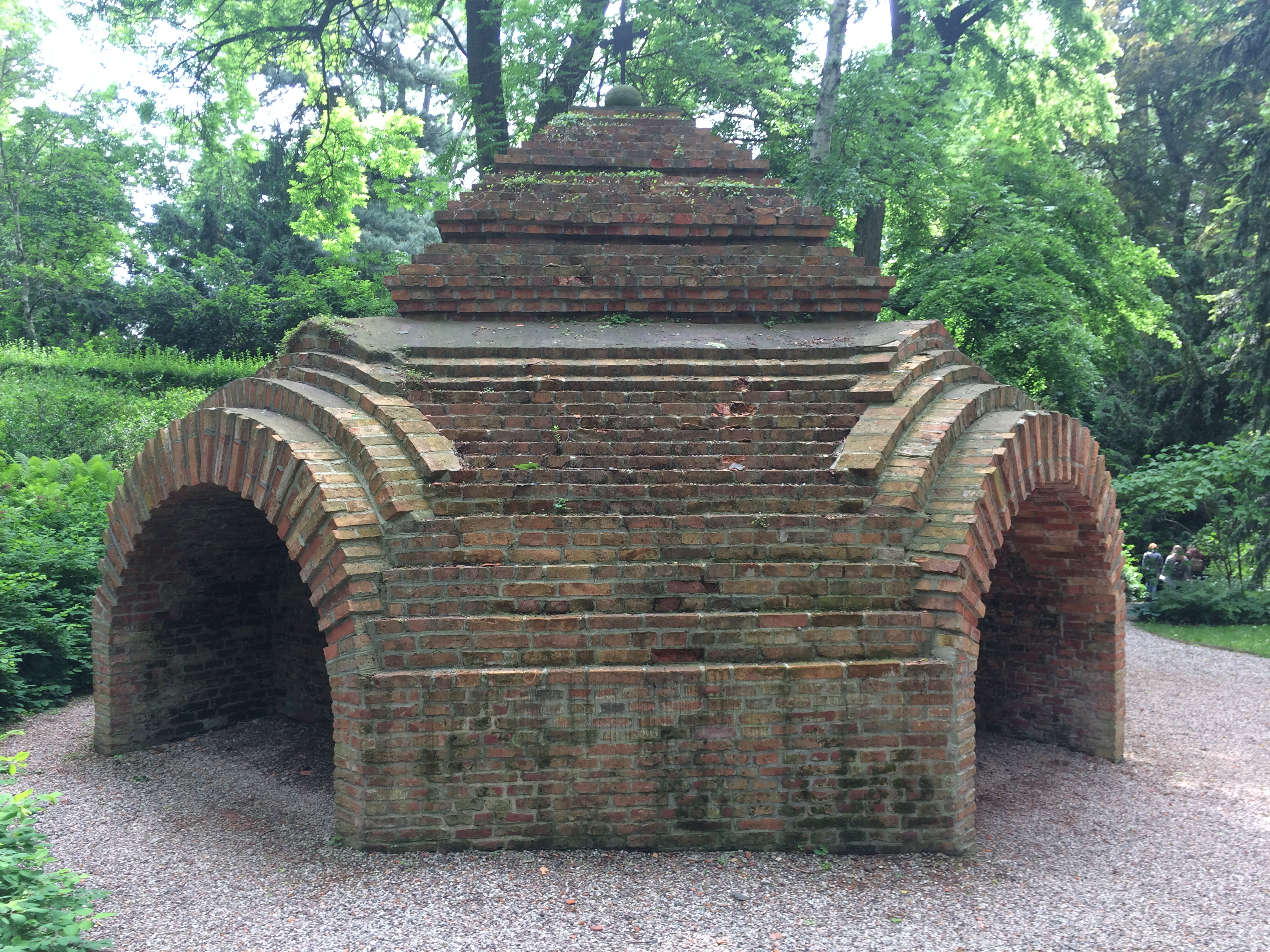
Cappella in rovina contenente la pietra angolare del Tempio della Divina Provvidenza, posata il 3 maggio 1792 dal re Stanislao Augusto Poniatowski e suo fratello, il primate cattolico di Polonia Michał Jerzy Poniatowski, per commemorare la Costituzione del 3 maggio 1791. I lavori per il Tempio cominciarono solo quando la Polonia fu invasa dall'esercito imperiale russo. La cappella è ora all'interno del Giardino Botanico dell'Università di Varsavia

La Costituzione del 3 maggio 1791 è stata sia idealizzata che criticata per non esser durata abbastanza da poter sortire effetti duraturi (18 mesi e 3 settimane di vigenza) o perché troppo radicale. Tuttavia, per generazioni, la memoria della Costituzione, riconosciuta dai giuristi e dai politologi come un documento di stampo progressista per i suoi tempi, aiutò a mantenere vive le aspirazioni polacche per una società indipendente e giusta e continuò ad attirare l'interesse degli studiosi per gli sforzi effettuati dai suoi autori. Bronisław Dembiński, esperto di diritto costituzionale polacco, scrisse un secolo dopo che "Il miracolo della Costituzione non salvò lo Stato, ma preservò il concetto di nazione". In Polonia, la Costituzione viene guardata con grande positività, come un simbolo nazionale e come il culmine dell'Illuminismo locale. Nelle parole di due dei suoi autori, Ignacy Potocki e Hugo Kołłątaj, essa rappresentava però "le ultime volontà e il testamento di una Madrepatria morente. Dal recupero dell'indipendenza della Polonia nel 1918, il 3 maggio anniversario dell'adozione della Costituzione è stato osservato come la festa civile più importante del paese.
Secondo alcuni autori, Costituzione del 3 maggio ha costituito una pietra miliare nella storia del diritto e nello sviluppo degli ideali della democrazia. Lo statista irlandese del XVIII secolo Edmund Burke la descrisse in maniera assai entusiastica: "È probabilmente il bene pubblico [...] più puro che sia mai stato dato all'umanità".
La data di emanazione assume un ulteriore aspetto positivo, essendo annoverata tra le prime (se non la prima) realizzata in forma scritta dell'Europa moderna e la seconda costituzione moderna del mondo (dopo la costituzione americana del 1787). La Costituzione del 3 maggio e il Grande Sejm che ne permise l'approvazione sono stati oggetto di un ampio corpus di opere di studiosi polacchi, a cominciare dalle ancora spesso citate opere del XIX secolo di Walerian Kalinka e Władysław Smoleński, oltre che di Bogusław Leśnodorski nel Novecento.
Il nome ufficiale del documento era Ustawa Rządowa ("Legge governativa"), dove con "governo" ci si riferiva al sistema politico nel suo complesso. Nella Repubblica delle Due Nazioni, il termine "costituzione" (in polacco: konstytucja) indicava in passato la legislazione nella sua interezza, di qualsiasi carattere, quando approvata da un dato Sejm.

### Ricorrenze

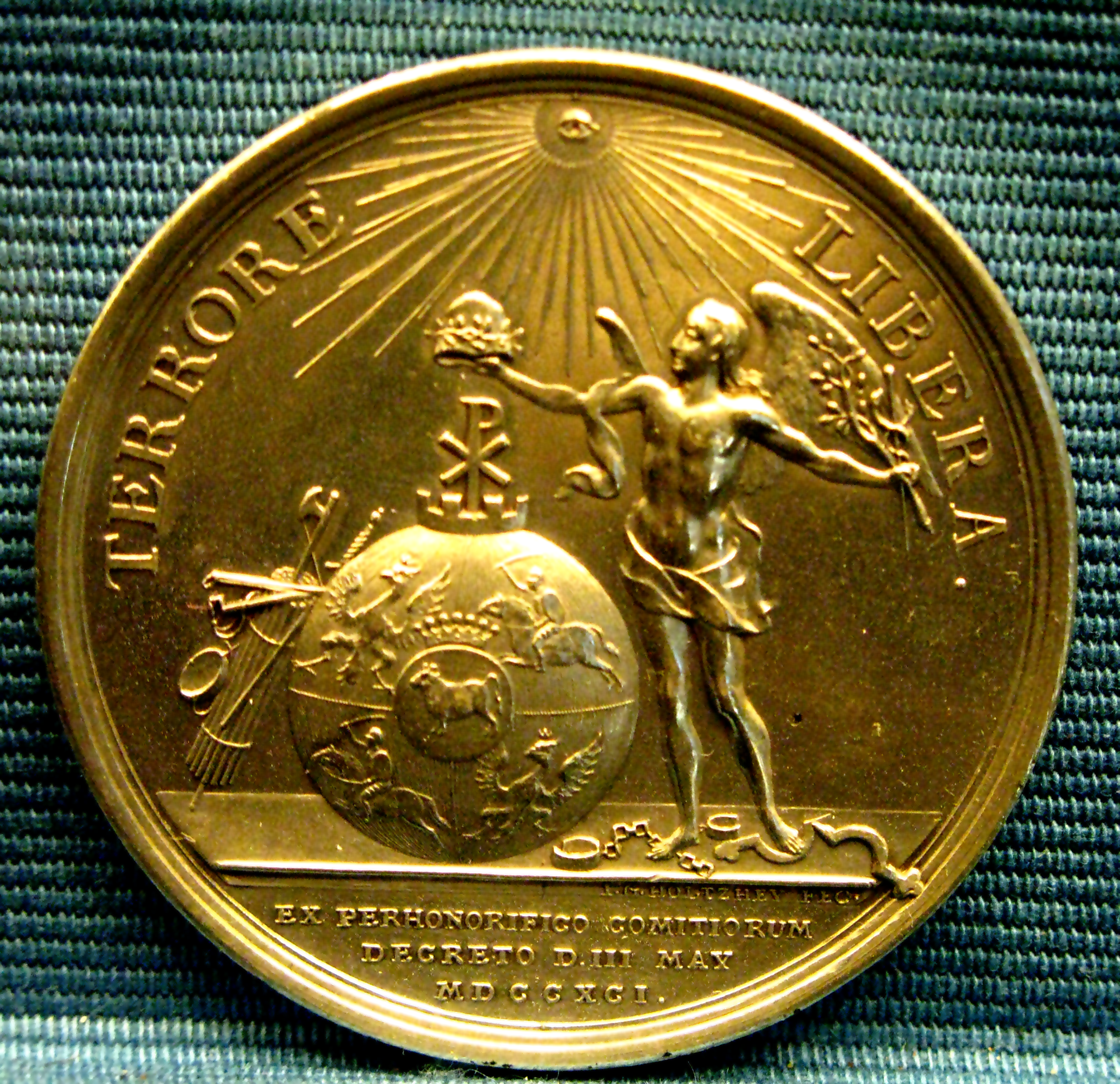
Medaglia commemorativa della Costituzione del 3 maggio 1791: fu emessa in quell'anno

Il 3 maggio è stato dichiarato festa polacca (giorno della costituzione, Święto Konstytucji 3 Maja) due giorni dopo l'emissione della carta fondamentale, il 5 maggio 1791. La festa andò vietata dopo le spartizioni della Polonia, ma poi ripristinata nell'aprile 1919 quando prese forma la Seconda Repubblica di Polonia: si trattò della prima festività introdotta ufficialmente nel nuovo paese indipendente. Resa di nuovo fuorilegge durante la seconda guerra mondiale sia dagli occupanti nazisti che sovietici, fu celebrata nelle città polacche nel maggio 1945, anche se in modo perlopiù spontaneo. Le manifestazioni anticomuniste del 1946 non lo fecero apprezzare ai comunisti polacchi, essendo entrata quasi in lotta per l'attenzione con la celebrazione approvata dal governo della Repubblica Popolare di Polonia del 1 maggio; ciò portò alla sua ridenominazione come giornata del Partito Democratico e alla rimozione dall'elenco delle festività nazionali entro il 1951. Fino al 1989, il 3 maggio si rivelò un'occasione frequente per dare luogo a proteste anti-governative e anticomuniste. La ricorrenza andò ripristinata come celebrazione ufficiale della Polonia nell'aprile del 1990 dopo la caduta del comunismo. Nel 2007, il 3 maggio è stato dichiarato festa nazionale lituana. La giornata dell'orgoglio polacco-americana viene celebrata sempre nella stessa data: a Chicago, ad esempio, dal 1982 i polacchi la celebrano con festeggiamenti e con una tradizionale parata che si tiene ogni anno.

### Esplicative
1. 1 2  Piotr Machnikowski rende il polacco "Ojczyzna" come "Patria" (Ronowicz, p. 102). Il termine ricalca nello specifico il latino patria, ma talvolta saune significati diversi e indica una dimensione relativa alla composizione etnica piuttosto che alle demarcazioni statali propriamente intese.
2. 1 2  Si discute sulla precisa posizione nella "classifica cronologica" della costituzione polacca. Secondo alcuni autori, la costituzione corsa del 1755 fu la prima al mondo (Marcorberti, p. 18), mentre secondo altri gli Statuti di San Marino del 1600 godrebbero questo speciale primato (Hernandez). Di seguito una cronologia molto ponderata proposta da Haas, p. 10.
3. ↑  Anche la contemporanea Costituzione degli Stati Uniti non sanciva divieto alcuno in riferimento all'abolizione della schiavitù. In sintesi, entrambe le carte escludevano una fetta dalla società dalla partecipazione alla vita sociale, con la differenza che negli USA l'esclusione riguardava gli schiavi, nella Costituzione i contadini: Wagner, pp. 383-395.
4. ↑  Stanislao Augusto era stato eletto nel 1764 grazie al sostegno della zarina russa Caterina la Grande. La Russia aveva speso circa 2,5 milioni di rubli per sostenere la sua nomina, mentre i sostenitori e gli oppositori di Poniatowski si impegnarono in atteggiamenti militari e anche piccoli scontri. L'esercito russo fu schierato a poca distanza da dove si tennero le votazioni, accadute a Wola, vicino a Varsavia: Davies, p. 390.
5. ↑  Nel 1807, Napoleone lo persuase a diventare il re del Ducato di Varsavia, stabilito dall'imperatore francese sulle terre della vecchia Repubblica delle Due Nazioni: Jędruch, p. 179.

### Bibliografiche
1. 1 2 3   Vittoria Barsotti e Vincenzo Varano, La tradizione giuridica occidentale: Testo e materiali per un confronto civil law common law, 5ª ed., G Giappichelli Editore, 2014,  p. 207, ISBN 978-88-34-84858-6.
2. ↑  (EN) Michał Gałędek e Anna Klimaszewska, Modernisation, National Identity and Legal Instrumentalism, vol. 2, BRILL, 2019,  p. 34, ISBN 978-90-04-41735-9.
3. 1 2   Vincenzo Mistrini, Le guerre polacco-ottomane (1593-1699), Soldiershop Publishing, 2016,  p. 58, ISBN 978-88-93-27177-6.
4. ↑   Aleksandra Ziolkowska-Boehm, Untold Stories of Polish Heroes from World War II, Rowman & Littlefield, 2017,  p. 59, ISBN 978-07-61-86984-9.
5. ↑  (EN) Richard Butterwick, The Polish-Lithuanian Commonwealth, 1733-1795, Yale University Press, 2021,  p. 283, ISBN 978-03-00-25220-0.
6. 1 2  (EN) Isaac Kramnick e James Madison, The Federalist Papers, Penguin Classics, 1987,  p. 13, ISBN 0-14-044495-5.
7. 1 2   Angelo Lascioli, Pedagogia speciale in Europa: problematiche e stato della ricerca, FrancoAngeli, 2007,  p. 32, ISBN 978-88-46-49633-1.
8. 1 2   Jan Białostocki, Il Cavaliere polacco e altri saggi di storia dell'arte e di iconologia, Mimesis, 2015,  p. 206 (nota 637), ISBN 978-88-57-53272-1.
9. 1 2 3 4 5 6 7 8 9 10 11 12 13 14 15 16   Beata María Palka, La Costituzione polacca del 3 maggio 1791: tra tradizione e modernità, n. 6, Historia Constitucional (revista electrónica), 2005,  pp. 286-329. URL consultato il 14 aprile 2021.
10. 1 2 3 4 5 6 7 8  (EN) Mark F. Brzezinski, Constitutional Heritage and Renewal: The Case of Poland, in Virginia Law Review, vol. 77, n. 1, Virginia Law Review, febbraio 1991,  pp. 49-112, DOI:10.2307/1073115.
11. ↑   Rosario Villari, Formazione del mondo moderno dal XIII al XVII secolo, vol. 1, Editori Laterza, 1971,  p. 271, ISBN 978-88-42-10007-2.
12. ↑  (EN) Piotr Stefan Wandycz, The Price of Freedom: A History of East Central Europe from the Middle Ages to the Present, Psychology Press, 2001,  p. 66, ISBN 978-0-415-25491-5.
13. ↑  (EN) Norman Davies, God's Playground: The origins to 1795, Columbia University Press, 2005,  p. 273, ISBN 978-0-231-12817-9.
14. ↑   Daniel Stone, The Polish-Lithuanian state, 1386–1795, University of Washington Press, 2001,  pp. 98–99, 106, ISBN 978-0-295-98093-5.
15. ↑   J.K. Fedorowicz, Maria Bogucka e Henryk Samsonowicz, A Republic of nobles: studies in Polish history to 1864, Cambridge University Press, 1982,  p. 110, ISBN 978-0-521-24093-2.
16. ↑  (EN) Robert E. Alvis, White Eagle, Black Madonna: One Thousand Years of the Polish Catholic Tradition, Fordham Univ Press, 2016,  p. 141, ISBN 978-0823-27172-6.
17. ↑   Claudio Madonia, Fra l'orso russo e l'aquila prussiana: La Polonia dalla Repubblica Nobiliare alla IV Repubblica (1506-2006), Clueb Edizioni, 2013,  p. 33, ISBN 978-88-49-13800-9.
18. ↑   Francis Ludwig Carsten, The new Cambridge modern history: The ascendancy of France, 1648–88, Cambridge University Press, 1961,  pp. 561-562, ISBN 978-0-521-04544-5.
19. 1 2 3 4 5   Arianna Angeli, La circolazione del sistema francese di decentramento regionale nell'Europa centro-orientale, FrancoAngeli, 2020,  pp. 69-70, ISBN 978-88-91-77766-9.
20. 1 2   Instytut Historii (Polska Akademia Nauk), Acta Poloniae Historica, Zakład Narodowy im. Ossolińskich, 2005,  p. 250.
21. ↑  (EN) Norman Davies, God's Playground: The origins to 1795, Columbia University Press, 2005,  p. 274, ISBN 978-0-231-12817-9.
22. ↑   Remo Ceserani, Il materiale e l'immaginario: La crisi dell'antico regime, Loescher, 1990,  p. 6.
23. ↑  (EN) Anna Grześkowiak-Krwawicz, Queen Liberty: The Concept of Freedom in the Polish-Lithuanian Commonwealth Studies in Central European Histories, BRILL, 2012,  pp. 65-66, ISBN 978-90-04-23122-1.
24. 1 2  (EN) Norman Davies, Europe: a history, HarperCollins, 1998,  p. 659, ISBN 978-0-06-097468-8.
25. ↑  (EN) Jacek Jędruch, Constitutions, elections, and legislatures of Poland, 1493–1977: a guide to their history, EJJ Books, 1998,  p. 156, ISBN 978-0-7818-0637-4.
26. ↑   Sot la nape, vol. 37, Societât filologjche furlane, 1985,  p. 40.
27. ↑   Francesco Battegazzorre, Il Parlamento nella formazione del sistema degli Stati europei: un saggio di politologia storica, Giuffrè Editore, 2007,  p. 257 (nota 75), ISBN 978-88-14-13379-4.
28. 1 2  (EN) Robert Bideleux e Ian Jeffries, A History of Eastern Europe: Crisis and Change, Routledge, 2006,  p. 154, ISBN 978-11-34-719846.
29. 1 2   Francesco Benigno, L'età moderna: Dalla scoperta dell'America alla Restaurazione, Gius.Laterza & Figli Spa,  p. 281, ISBN 978-88-58-11655-5.
30. ↑   Ettore Cozzani, L'eroica rassegna d'ogni poesia, 2017,  p. 42.
31. ↑   Jerzy Tadeusz Lukavski, Libertys Folly:Polish Lithuan, Routledge, 2013,  p. 112, ISBN 978-11-36-10364-3.
32. ↑   Marina Ciccarini, Ultimi roghi. Fede e tolleranza alla fine del Seicento, Armando Editore, 2008,  p. 45, ISBN 978-88-60-81436-4.
33. 1 2 3 4  (EN) Richard Butterwick, Poland's last king and English culture: Stanisław August Poniatowski, 1732–1798, Clarendon Press, 1998,  p. 169, ISBN 978-0-19-820701-6.
34. ↑  (EN) Zigmantas Kiaupa, The History of Lithuania, 2ª ed., Baltų lankų leid, 2005,  p. 154, ISBN 978-99-55-58487-2.
35. ↑  (EN) Antoni Lenkiewicz, For Freedom Ours and Yours: Casimir Pulaski (1745-1779): His Patriotic Life and Struggle, Summerdale Press, 2004,  p. 27, ISBN 978-83-88-82607-8.
36. ↑  (EN) Richard Butterwick, The Polish Revolution and the Catholic Church, 1788-1792: A Political History, OUP Oxford, 2012,  p. 30, ISBN 978-01-99-25033-2.
37. ↑   Gaetano Platania, Rzeczpospolita, Europa e Santa Sede tra intese ed ostilità, Sette città, 2000,  p. 382, ISBN 978-88-86-09130-5.
38. 1 2 3 4 5 6 7 8 9 10 11 12 13 14 15 16 17 18 19 20 21 22 23  (EN) George Sanford, Democratic government in Poland: constitutional politics since 1989, Palgrave Macmillan, 2002,  pp. 11–12, ISBN 978-0-333-77475-5.
39. ↑  (EN) Roger Portal, The Slavs: A Cultural and Historical Survey of the Slavonic Peoples, Harper & Row, 1969,  p. 216, ISBN 978-02-97-76313-0.
40. ↑  (EN) Robert E. Alvis, White Eagle, Black Madonna: One Thousand Years of the Polish Catholic Tradition, Fordham Univ Press, 2016,  p. 174, ISBN 978-08-23/27172-6.
41. ↑   Valentin Giterman, Storia della Russia: Dalle origini alla vigilia dell'invasione napoleonica, vol. 2, La Nuova Italia, 1963,  p. 637.
42. ↑   Fiorella Simoni, Culture del medioevo europeo, Viella Libreria Editrice, 2020,  p. 246, ISBN 978-88-67-28029-2.
43. 1 2   Mattia Loret, Bar, su treccani.it. URL consultato il 31 maggio 2021.
44. ↑   Raffaello Morghen, Profilo storico della civiltà europea, Palumbo, 1955,  p. 372.
45. 1 2   Giovanna Motta, Il Baltico: Un mare interno nella storia di lungo periodo, Edizioni Nuova Cultura, 2013,  p. 25, ISBN 978-88-68-12158-7.
46. 1 2 3  (EN) Mieczysław B. Biskupski, The History of Poland, Greenwood Publishing Group, 2000,  pp. 18-19, ISBN 978-03-13-30571-9.
47. ↑  (EN) Sharon Korman, The right of conquest: the acquisition of territory by force in international law and practice, Oxford University Press, 1996,  p. 75, ISBN 978-0-19-828007-1.
48. 1 2  (EN) Jerzy Lukowski e Hubert Zawadzki, A Concise History of Poland, Cambridge University Press, 2001,  pp. 96-98, ISBN 978-05-21-55917-1.
49. ↑  (EN) Civitas, vol. 43, Edizioni Civitas, 1992,  p. 19.
50. 1 2   Alberto Mario Banti, L'onore della nazione, vol. 207, Einaudi, 2005,  p. 115, ISBN 978-88-06-17815-4.
51. ↑  (EN) David Lay Williams, Rousseau's Platonic Enlightenment, Penn State Press, 2010,  p. 202, ISBN 978-02-71-04551-1.
52. ↑   Giovanni Stiffoni, Utopia e ragione in Gabriel Bonnot de Mably, vol. 22, Milella, 1975,  p. 305.
53. 1 2   Storia documentata di Venezia di S. Romanin: 9, tipografia di P. Naratovich, 1861,  p. 172.
54. 1 2 3  (EN) Daniel Stone, The Polish-Lithuanian State, 1386-1795, University of Washington Press, 2001,  p. 274, ISBN 978-02-95-98093-5.
55. ↑   Norman Davies, Storia d'Europa, vol. 1-2, Pearson Italia S.p.a., 2006,  p. 680, ISBN 978-88-42-49964-0.
56. ↑   Bronisław Biliński, Figure e momenti polacchi a Roma, Accademia Polacca delle Scienze Biblioteca e Centro di Studi a Roma, 1992,  p. 210, ISBN 978-83-04-03749-6.
57. ↑  (EN) Nancy Shields Kollmann, The Russian Empire 1450-1801 Oxford history of early modern Europe, Oxford University Press, 2017,  p. 17, ISBN 978-01-99-28051-3.
58. ↑  (EN) Richard Butterwick, The Polish-Lithuanian Commonwealth, 1733-1795, Yale University Press, 2021,  p. 167, ISBN 978-03-00-25220-0.
59. 1 2  (EN) Richard Butterwick, The Polish-Lithuanian Monarchy in European Context, C.1500-1795, Springer, 2001,  p. 204, ISBN 978-03-33-99380-4.
60. ↑  (EN) Luciano Guerci, L'Europa del Settecento: permanenze e mutamenti, UTET libreria, 2006,  p. 549, ISBN 978-88-02-06269-3.
61. 1 2  (EN) Richard Butterwick, The Polish-Lithuanian Commonwealth, 1733-1795, Yale University Press, 2021,  p. 206, ISBN 978-03-00-25220-0.
62. ↑  (EN) R. R. Palmer, A History of the Modern World, 1956,  p. 219.
63. ↑   Aldo Ferrari, La Russia degli zar, vol. 24, Corriere della Sera,  p. 35, ISBN 978-88-61-26928-6.
64. ↑  (EN) Ulrike Müssig, Reconsidering Constitutional Formation I National Sovereignty, Springer, 2016,  p. 218, ISBN 978-33-19-42405-7.
65. ↑   L'Europa orientale rivista mensile, Stab. tip. S. Morano, 1926,  p. 447.
66. 1 2 3  (EN) Ulrike Müssig, Reconsidering Constitutional Formation I National Sovereignty, vol. 6,  p. 31, ISBN 978-33-19-42405-7.
67. ↑  (EN) Thomas P. Koziara, Historia Nostra: The Complete History of Poland, vol. 4, Aurifera S.A., 2020,  p. 44.
68. ↑   R. Deputazione di storia patria per le provincie modenesi, Atti e memorie, 1986,  p. 152.
69. ↑   Daniela Novarese, Accademie e scuole: istituzioni, luoghi, personaggi, immagini della cultura e del potere, 20 di Studi storico, Giuffrè Editore, 2011,  p. 158, ISBN 978-88-14-17191-8.
70. ↑   Accademia polacca delle scienze, Polonia-Italia: relazioni artistiche dal medioevo al XVIII secolo, Zakład Narodowy imienia Ossolinskich, 1979,  p. 18.
71. ↑  (EN) Jacek Jędruch, Constitutions, elections, and legislatures of Poland, 1493–1977: a guide to their history, EJJ Books, 1998,  pp. 169–171, ISBN 978-0-7818-0637-4.
72. ↑  (EN) Adam Zamoyski, Poland: A History, Harper Press, 2009,  p. 208, ISBN 978-00-07-28275-3.
73. 1 2 3 4   R.F. Leslie e Roy Francis Leslie, Polish Politics and the Revolution of November 1830, University of London, Athlone Press, 1956,  p. 27.
74. ↑  (EN) Jerzy Tadeusz Lukavski, Libertys Folly:Polish Lithuan, Routledge, 2013,  p. 250, ISBN 978-11-36-10364-3.
75. ↑   Corte suprema di cassazione italiana, Giurisprudenza costituzionale, Giuffrè, 1993,  p. 4107.
76. ↑  (EN) Wayne C. Thompson, Nordic, Central, and Southeastern Europe, 5ª ed., Stryker-Post Publications, 2005,  p. 285, ISBN 978-18-87-98568-0.
77. ↑  (EN) Jacek Jędruch, Constitutions, Elections, and Legislatures of Poland, 1493-1977: A Guide to Their History, University Press of America, 1982,  p. 215, ISBN 978-08-19-12509-5.
78. ↑  (EN) Jacek Jędruch, Constitutions, elections, and legislatures of Poland, 1493–1977: a guide to their history, EJJ Books, 1998,  pp. 184–185, ISBN 978-0-7818-0637-4.
79. ↑  (EN) Ulrich Lehner e Michael Printy, A Companion to the Catholic Enlightenment in Europe, BRILL, 2010,  p. 346, ISBN 978-90-04-19347-5.
80. ↑   Vincenzo Varano e Vittoria Barsotti, La tradizione giuridica occidentale: Testo e materiali per un confronto civil law common law, vol. 1, G Giappichelli Editore, 2018,  p. 195, ISBN 978-88-92-11382-4.
81. ↑   Gianni Ferrara, La Costituzione: dal pensiero politico alla norma giuridica, Feltrinelli Editore, 2006,  p. 125, ISBN 978-88-07-10407-7.
82. ↑   Paolo Carrozza, Alfonso Di Giovine e Giuseppe F. Ferrari, Diritto costituzionale comparato, Gius.Laterza & Figli Spa, 2020,  p. 762, ISBN 978-88-58-11651-7.
83. 1 2 3 4   Claudio Madonia, Fra l'orso russo e l'aquila prussiana: La Polonia dalla Repubblica Nobiliare alla IV Repubblica (1506-2006), Clueb Edizioni, 2013,  p. 50, ISBN 978-88-49-13800-9.
84. ↑  (EN) Piotr Paweł Bajer, Polish Nobility and Its Heraldry: An Introduction, su podolska.neostrada.pl, Varsavia. URL consultato il 10 maggio 2021 (archiviato dall'url originale il 4 maggio 2016).
85. 1 2  (EN) Jan Krzysztof Fedorowicz, Maria Bogucka e Henry Samsonowicz, A Republic of Nobles: Studies in Polish History to 1864, CUP Archive, 1982,  p. 252, ISBN 978-05-21-24093-2.
86. ↑   Valentin Giterman, Storia della Russia: Dalle origini alla vigilia dell'invasione napoleonica, La Nuova Italia, 1963,  p. 646.
87. 1 2  (EN) Neal Ascherson, The Struggles for Poland, M. Joseph, 1987,  p. 24, ISBN 978-07-18-12812-8.
88. ↑   Christopher G. A. Bryant e Edmund Mokrzycki, Democracy, Civil Society and Pluralism in Comparative Perspective, IFiS Publishers, 1995,  p. 77, ISBN 978-83-86-16632-9.
89. ↑   Gary Nash, Graham Russell e Gao Hodges, Friends of Liberty, Hachette UK, 2009,  p. 61, ISBN 978-07-86-74648-4.
90. ↑  (EN) Miroslaw Granat e Katarzyna Granat, The Constitution of Poland: A Contextual Analysis, Bloomsbury Publishing, 2019,  p. 9, ISBN 978-15-09-91396-1.
91. 1 2 3 4 5  (EN) Marian Hillar, The Polish Constitution of may 3, 1791: myth and reality, in The Polish Review, vol. 37, n. 2, University of Illinois Press, 1992,  pp. 185-207.
92. 1 2  (EN) Jerzy Lukowski, Disorderly liberty: the political culture of the Polish-Lithuanian Commonwealth in the eighteenth century, Continuum International Publishing Group, 2010,  p. 228, ISBN 978-1-4411-4812-4.
93. 1 2 3 4 5 6 7 8  (EN) Jacek Jędruch, Constitutions, elections, and legislatures of Poland, 1493–1977: a guide to their history, EJJ Books, 1998,  pp. 181–182, ISBN 978-0-7818-0637-4.
94. 1 2 3 4 5 6 7  (EN) W.J. Wagner, May 3, 1791, and the Polish constitutional tradition, in The Polish Review, vol. 36, n. 4, University of Illinois Press, 199,  pp. 383-395.
95. 1 2  (EN) Jerzy Lukowski, Disorderly Liberty: The Political Culture of the Polish-Lithuanian Commonwealth in the Eighteenth Century, A&C Black, 2010,  p. 237, ISBN 978-14-41-14580-2.
96. ↑  (EN) Charles Lipp e Matthew P Romaniello, Contested Spaces of Nobility in Early Modern Europe, Ashgate Publishing, Ltd., 2013,  p. 248, ISBN 978-14-09-48206-2.
97. ↑   Jacek Jędruch, Constitutions, Elections, and Legislatures of Poland, 1493-1977, University Press of America, 1982,  p. 208, ISBN 978-08-19-12509-5.
98. 1 2 3  (EN) M. Brzezinski, The Struggle for Constitutionalism in Poland, Springer, 1997,  p. 42, ISBN 978-02-30-50862-0.
99. 1 2   Stefano Ceccanti, Il costituzionalismo polacco dal 1791 ad oggi, su associazionedeicostituzionalisti.it. URL consultato il 1º giugno 2021.
100. ↑  (EN) Poland's Constitution of May 3, 1791, Defense Language Institute, 1985,  pp. 6-7.
101. ↑  (EN) Ulrike Müssig, Reconsidering Constitutional Formation I National Sovereignty, Springer, 2016,  p. 11, ISBN 978-33-19-42405-7.
102. ↑  (EN) The Polish Review, Polish Institute of Arts and Sciences in America, 1989,  p. 129.
103. ↑  (EN) Jacek Jędruch, Constitutions, elections, and legislatures of Poland, 1493–1977: a guide to their history, EJJ Books, 1998,  p. 179, ISBN 978-0-7818-0637-4.
104. ↑  (EN) Samuel Fiszman, Constitution and Reform in Eighteenth-century Poland: The Constitution of 3 May 1791, Indiana University Press, 1997,  p. 303, ISBN 978-02-53-33317-9.
105. 1 2  (EN) Ministerstwo Informacji, The Polish Spirit of Freedom, Polish Ministry of Information, 1942,  p. 20.
106. ↑   Un voto tra le due Nazioni, su vle.lt. URL consultato il 1º giugno 2021.
107. ↑   Costruire rivista mensile fascista, 1930,  p. 43.
108. ↑  (EN) Juliusz Bardach, The Constitution of May third and the mutual assurance of the Two Nations, in The Polish Review, vol. 36, n. 4, University of Illinois Press, 1991,  pp. 407-420. URL consultato il 1º giugno 2021.
109. ↑  (LT) La costituzione polacca in lituano, su lietuvos.istorija.net. URL consultato il 1º giugno 2021 (archiviato dall'url originale il 19 settembre 2013).
110. ↑  (EN) Rūta Janonienė, Tojana Račiūnaitė, Marius Iršėnas e Adomas Butrimas, The Lithuanian Millenium: History, Art and Culture, VDA leidykla, 2015,  p. 325, ISBN 978-60-94-47097-4.
111. 1 2 3  (EN) William J. Rose, Hugo Kołłątaj: 1750-1812, in The Slavonic and East European Review, vol. 29, n. 72, Modern Humanities Research Association, dicembre 1950.
112. 1 2  (PL) Jerzy Michalski, Stanisław August Poniatowski, in Polski Słownik Biograficzny, vol. 41, Drukarnia Uniwersytetu Jagiellońskiego, 2011,  p. 627.
113. ↑   Giuseppe Colli, Enciclopedia storico geografica: Europa, vol. 2, Società editrice internazionale, 1976,  p. 263.
114. ↑  (EN) Open University, The Revolutionary and Napoleonic Period, Open University Press, 1973,  p. 14, ISBN 978-03-35-00732-5.
115. ↑  (EN) Maurice Ashley, A History of Europe, 1648-1815, Prentice-Hall, 1973,  p. 199, ISBN 978-01-33-90070-5.
116. ↑  (EN) Jerzy Lukowski, The Partitions of Poland 1772, 1793, 1795, Routledge, 2014,  p. 165, ISBN 978-13-17-88693-8.
117. ↑  (EN) Norman Davies, God's Playground: The origins to 1795, Columbia University Press, 2005,  p. 403, ISBN 978-0-231-12817-9.
118. ↑   Carl L. Bucki, Constitution Day: 3 May 1791, su Polish Academic Information Center, 3 maggio 1996. URL consultato il 1º giugno 2021 (archiviato dall'url originale il 5 dicembre 2008).
119. ↑  (EN) Sabrina P. Ramet, The Catholic Church in Polish History: From 966 to the Present, Springer, 2017,  p. 46, ISBN 978-11-37-40281-3.
120. ↑  (EN) Robert Howard Lord, The second partition of Poland: a study in diplomatic history, Harvard University Press, 1915,  p. 275.
121. 1 2 3  (EN) Michal Kopeček, Discourses of collective identity in Central and Southeast Europe (1770–1945): texts and commentaries, Central European University Press, 2006,  pp. 282-284, ISBN 978-963-7326-52-3.
122. 1 2   Strenna storica bolognese, 2002,  p. 65, ISBN 978-88-55-52618-0.
123. ↑  (EN) Iwo Pogonowski, Poland, a Historical Atlas, Dorset Press, 1989,  p. 23, ISBN 978-08-80-29394-5.
124. ↑   Sidney Harcave, Russia: A History, 3ª ed., Lippincott, 1956,  p. 129.
125. 1 2 3  (PL) Jerzy Michalski, Stanisław August Poniatowski, in Polski Słownik Biograficzny, n. 41, Drukarnia Uniwersytetu Jagiellońskiego, 2011,  p. 628.
126. ↑   Marco Guidi e Nanda Torcellan, Europe 1700-1992: L'eta delle rivoluzioni, vol. 4, Electa, 1991,  p. 298.
127. 1 2   Norman Davies, Storia d'Europa, vol. 2, Pearson Italia S.p.a., 1993,  p. 801.
128. ↑  (EN) Richard C. Frucht, Eastern Europe: an introduction to the people, lands, and culture, ABC-CLIO, 2005,  p. 16, ISBN 978-1-57607-800-6.
129. ↑  (EN) Lynne Olson e Stanley Cloud, A question of honor: the Kościuszko Squadron: the forgotten heroes of World War II, Knopf, 2003,  p. 20, ISBN 978-0-375-41197-7.
130. 1 2 3   Claudio Madonia, Fra l'orso russo e l'aquila prussiana: La Polonia dalla Repubblica Nobiliare alla IV Repubblica (1506-2006), Clueb Edizioni, 2013,  p. 54, ISBN 978-88-49-13800-9.
131. ↑   Stefano Bianchini e F. Privitera, Guida ai paesi dell'Europa centrale, orientale e balcanica, Il Mulino, 2004,  p. 254, ISBN 978-88-15-10260-7.
132. ↑   Giuseppe Vacca, Dalla Convenzione alla Costituzione, Edizioni Dedalo, 2005,  p. 161, ISBN 978-88-22-06283-3.
133. 1 2 3 4   Il 229º anniversario della proclamazione della Costituzione del Tre Maggio, su gov.pl, 27 aprile 2020. URL consultato il 2 giugno 2021.
134. ↑  (EN) Norman Davies, Europe: A History, Oxford University Press, 1996,  p. 699, ISBN 0-19-820171-0.
135. ↑  (EN) John Markoff, Waves of democracy: social movements and political change, Pine Forge Press, 1996,  p. 121, ISBN 978-0-8039-9019-7.
«La prima nazione europea a seguire l'esempio statunitense fu la Polonia nel 1791»
136. ↑   Storia d'Europa, vol. 2, Pearson Italia S.p.a., 1993,  p. 780.
137. ↑  (EN) Jerzy Lukowski, Recasting Utopia: Montesquieu, Rousseau and the Polish Constitution of 3 May 1791, in The Historical Journal, vol. 37, n. 1, Cambridge University Press, marzo 1994,  pp. 65-87.
138. ↑  (PL) Jerzy Kowalski, Konstytucja Federacji Rosyjskiej a rosyjska i europejska tradycja konstytucyjna, PWP Iuris, 2009,  p. 136, ISBN 978-83-89-36369-5.
139. 1 2 3 4   Polonia, Festa Nazionale per l'anniversario della proclamazione della Costituzione, su editorpress.it, 3 maggio 2019. URL consultato il 2 giugno 2021.
140. 1 2   03 May, Poland: Constitution Day, su hf.uio.no. URL consultato il 2 giugno 2021.
141. ↑  (EN) Risoluzione del 3 maggio 2007 del Parlamento lituano volta a istituire la ricorrenza, su e-seimas.lrs.lt. URL consultato il 2 giugno 2021.
142. ↑  (EN) Thousands Attend Polish Constitution Day Parade, su chicago.cbslocal.com, 7 maggio 2011. URL consultato il 2 giugno 2021.